# Meghallgatások az Amerikai Egyesült Államok Capitoliumának ostromáról

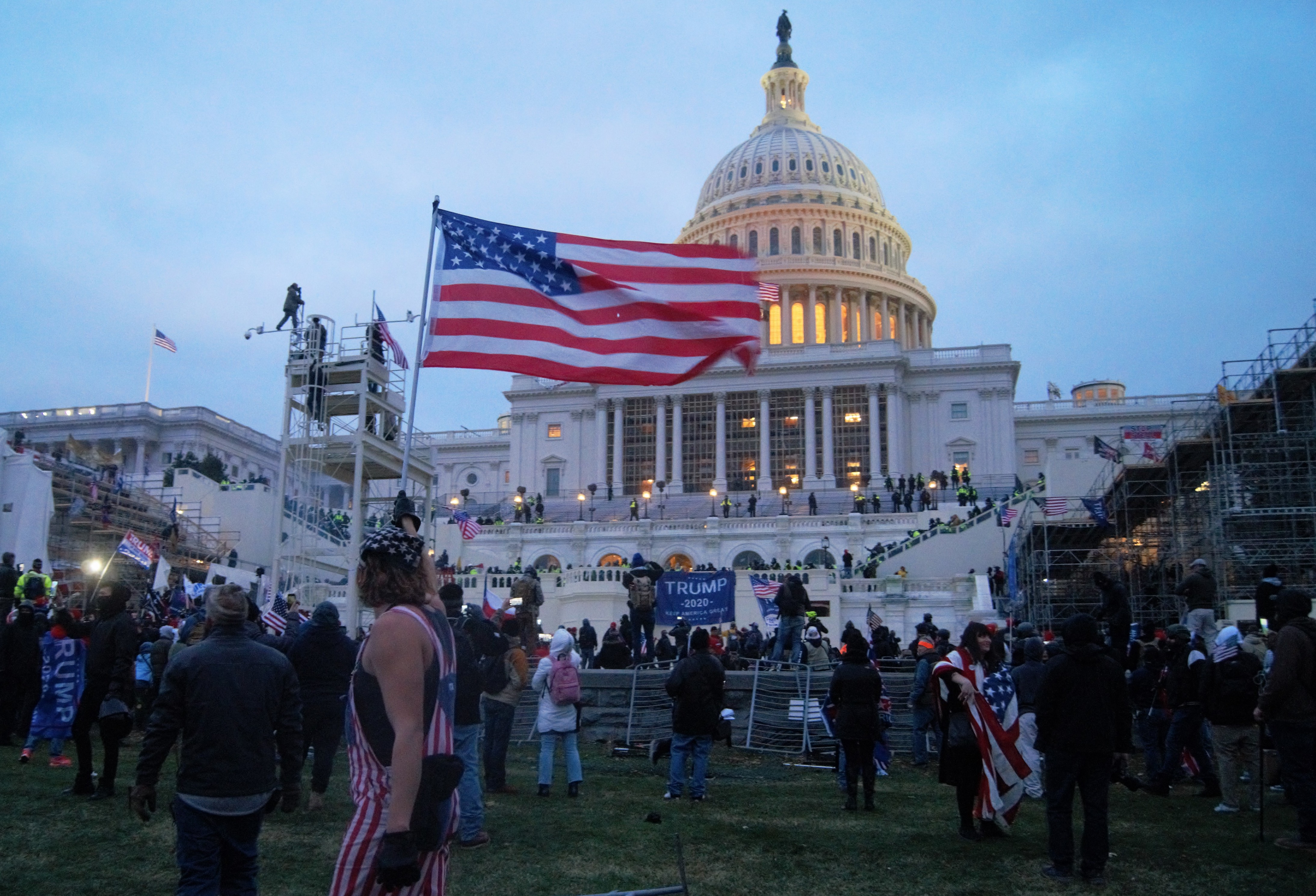
A Capitolium az ostrom idején

2021. július 27-én az Egyesült Államok Képviselőházának Január 6-i Bizottsága meghallgatást tartott a rendőrség tapasztalatairól a Capitolium ostroma közben. 2022. június 9-én pedig elkezdték megrendezni a nyilvánosan közvetített meghallgatásokat, amelyek tovább folytatódtak az évben. 2022 első meghallgatásán a bizottság elnöke (a demokrata Bennie Thompson) és alelnöke (a republikánus Liz Cheney) azt nyilatkozták, hogy Donald Trump elnök megpróbált hatalmon maradni, annak ellenére, hogy elvesztette a 2020-as elnökválasztást. Thompson a „puccs” szót használta az eset leírására. Cheney véleménye szerint a meghallgatásokkal be fogják tudni bizonyítani, hogy Trump egy hétrészes tervet állított össze, amelynek a csúcspontja a január 6-i támadás volt a Capitolium ellen. A bizottság élő adásban kezdte el kihallgatni a szemtanúkat, akik főleg Trumphoz közeli republikánusok voltak. Eskü alatt tanúskodtak. Ezek mellett felhasználnak videófelvételeket is, többek között máskor felvett tanúvallomásokat.
A meghallgatások közben lejátszottak felvételeket a támadásról, részletezték a Proud Boys szélsőjobboldali radikális csoport részvételét, illetve felhasználták egy dokumentumfilm-rendező és egy rendőrtiszt vallomásait is.
2022 második meghallgatásán arra koncentráltak, hogy bizonyítsák, Trump tudott arról, hogy elvesztette a választást és, hogy ő és tanácsadói tisztában voltak azzal, hogy a választási csalással kapcsolatban indított pereiknek nem volt alapja. William Barr azt mondta, hogy Trump „eltávolodott a valóságtól,” miközben megpróbálta népszerűsíteni összeesküvés-elméleteit és továbbra is kitartott az ellopott választás mítosza mellett, anélkül, „hogy érdekelték volna a valós tények.”
A harmadik meghallgatás arra fókuszált, hogy Trump és más hozzá közel álló személyek hogyan próbálták meg arra kényszeríteni Mike Pence alelnököt, hogy alkotmányellenesen vegyen figyelmen kívül elektori szavazatokat és változtassa meg a választás végkimenetelét John Eastman jogi elképzeléseit használva.
A negyedik meghallgatáson tanúskodtak arizonai és georgiai szavazatszámlálók, kiknek elmondása szerint megpróbálták őket arra kényszeríteni, hogy „találjanak szavazatokat” Trumpnak és változtassák meg szavazókerületük eredményeit. A bizottság nyilvánosságra hozta, hogy az akkori elnök emberei megpróbáltak létrehozni hamis elektori eredményeket, illetve, hogy Trumpnak „közvetlen és személyes szerepe volt ennek megkísérlésében.”
Az ötödik meghallgatás középpontjában Trump szerepelt és az, hogy hogyan próbálta meg nyomás alá helyezni a Szövetségi Igazságügyi Minisztériumot, hogy támogassák az ellopott választás narratíváját, a gyakran hamisnak bizonyított választási csalási összeesküvés-elméleteket, a szavazógépek elkobzását és Jeffrey Clark megválasztását, mint megbízott főügyész.
A hatodik meghallgatás legnagyobb tanúja Cassidy Hutchinson volt, aki Mark Meadows kabinetfőnök egyik legfontosabb tanácsadója volt a Fehér Házban Trump elnöksége alatt. A tanúvallomások alapján kiderült, hogy fehér házi hivatalnokok napokkal a január 6-i támadás előtt tisztában voltak vele, hogy nem volt kizárt az erőszak. Hutchinson szerint Trump tudta, hogy követői rendelkeztek AR-15-ökkel és más fegyverekkel, illetve azt is megosztotta, hogy beszédje idején nem akart annyira szigorú biztonsági ellenőrzéseket, mint arra általában szükség lett volna. Trump tervezett csatlakozni az emberekhez a Capitoliumnál és dühöngeni kezdett, mikor a titkosszolgálat elutasította kérését. Liz Cheney zárta a nap eseményeit azzal, hogy bemutatott bizonyítékot, hogy Hutchinsont hamis vallomásra próbálták bírni Trump emberei, mikor megfenyegették meghallgatása előtt.
A hetedik meghallgatás központjában Trump és szövetségeseinek kapcsolatai voltak szélsőséges szélsőjobboldali csoportokkal, mint a Proud Boys és az Oath Keepers. A két tanú Jason Van Tatenhove, az utóbbi csoport médiaigazgatója (2015 és 2017 között) és Stephen Ayres, Trump korábbi támogatója volt. Ezek mellett hallható volt felvételről Pat Cipollone, az elnök egyik tanácsadója is.
A kilencedik meghallgatás legfontosabb pillanata az volt, mikor a bizottság úgy döntött, hogy beidézi Donald Trump volt elnököt. Trump ezt követően beperelte a bizottságot, amivel elkerülte, hogy vallomást kelljen tennie a 118. kongresszus kezdete előtt, amit már republikánusok irányítanak. A republikánus kongresszus kezdetekor valószínű, hogy a bizottságot feloszlatják.

A tizedik meghallgatáson nem voltak új tanúk, bűnügyi eljárások indításának javaslására használta a bizottság. A javaslatok között volt eljárás indítása Trump, John Eastman és más személyek ellen. A meghallgatás után kiadtak egy 154 oldala összefoglalót a nyomozásról.

## Háttér
2021. január 6-án Donald Trump próbálkozásai, hogy megváltoztassa a 2020-as elnökválasztás eredményeit, akkor tetőztek, mikor követői megtámadták a Capitolium épületét. A Képviselőház létrehozott egy bizottságot, ami nyomozást indított a támadással kapcsolatban, a 9/11 Bizottság mintájára, de nem sikerült azt létrehozni, mert a republikánusok megakadályozták a Szenátusban. A Képviselőház ezt követően létrehozta saját bizottságát, amit hét demokrata és két republikánus vezet.
A meghallgatások előtt kongresszusi republikánusok, többek közt Kevin McCarthy, elkezdtek szervezkedni, hogy megvédhessék Trumpot. Ez nehezükre esett, mivel sok esetben ők se tudták mi fog kiderülni a meghallgatásokon. McCarthy beszélt a párt támogatóival a második meghallgatás reggelén és azt javasolta republikánusoknak, hogy ne vegyék figyelembe a bizottságot és ne beszéljenek róla nyilvánosan. Az volt a véleménye, hogy a pártnak inkább a 2022-es választásra kellene koncentrálnia. Belső információk szerint Trump ennek nagyon nem örült és úgy érezte senki nem volt hajlandó megvédeni.

## Beosztás
2021-ben, a nyomozás első időszakában a bizottság tartott egy meghallgatást, amelyet nem közvetítettek országszerte, de a C-SPAN-en lehetett látni. 2022 júniusában elkezdtek tartani meghallgatásokat, amelyeket országszerte való közvetítésre szántak. A meghallgatások számozása az országosan közvetített adásokkal kezdődött.
| Közvetítési szám | Dátum              | Nap       | Időpont (ET) | Felvétel                   | Szöveg |
| ---------------- | ------------------ | --------- | ------------ | -------------------------- | ------ |
| Nem közvetítve   | 2021. július 27.   | Kedd      | 9:30         | (C-SPAN; 222:03) house.gov | NPRPDF |
| Első             | 2022. június 9.    | Csütörtök | 20:00        | (C-SPAN; 117:03) house.gov | NPR    |
| Második          | 2022. június 13.   | Hétfő     | 10:00        | (C-SPAN; 114:39) house.gov | NPR    |
| Harmadik         | 2022. június 16.   | Csütörtök | 13:00        | (C-SPAN; 166:21) house.gov | NPR    |
| Negyedik         | 2022. június 21.   | Kedd      | 13:00        | (C-SPAN; 163:17) house.gov | NPR    |
| Ötödik           | 2022. június 23.   | Csütörtök | 15:00        | (C-SPAN; 155:18) house.gov | NPR    |
| Hatodik          | 2022. június 28.   | Kedd      | 13:00        | (C-SPAN; 117:47) house.gov | NPR    |
| Hetedik          | 2022. július 12.   | Kedd      | 13:00        | (C-SPAN; 181:34) house.gov | NPR    |
| Nyolcadik        | 2022. július 21.   | Csütörtök | 20:00        | (C-SPAN; 167:20) house.gov | NPR    |
| Kilencedik       | 2022. október 13.  | Csütörtök | 13:00        | (C-SPAN; 167:45) house.gov | NPR    |
| Tizedik          | 2022. december 19. | Hétfő     | 13:00        | (C-SPAN; ???) house.gov    | NPR    |

A Politico 2022. július 19-én kiadott cikke szerint „Ahogy egyre több információ van, a meghallgatások második fordulója ősszel egyre valószínűbb.” Bennie Thompson bizottságelnök az „első sorozat” utolsó meghallgatása előtt bejelentette, hogy szeptemberben folytatják azokat. Ezen új információk közé tartoznak a titkosszolgálat által engedély nélkül kitörölt üzenetek január 5-ről és 6-ról. 2022. július 13-án, több hónapos késést követően, Joseph Cuffari felhívta a Kongresszus figyelmét, hogy a titkosszolgálat kitörölt nagyon sok adatot a támadás napjáról, amiről már februárban tudott. A The Washington Post szerint a hiányzó adatok kulcsfontosságú bizonyítékot adhatnának a bizottságnak a támadással kapcsolatban.
2022. augusztus 1-én a Képviselőházi Belbiztonsági Bizottság elnöke, Bennie Thompson ismét felszólította Cuffarit, hogy mondjon le, mivel nem mondta el a Képviselőháznak azonnal, hogy az adatok törlése megtörtént, ami „veszélyeztette a nyomozás integritását.” Ugyanazon a napon a főellenőri irodában valaki azt mondta a Politico magazinnak, hogy Cuffari és munkatársai „egyedülállóan alkalmatlanok, hogy vezessék a főellenőri irodát” és, hogy a „DHS OIG fő célja veszélyben van.” A Kongresszus megszerzett egy emailt 2021 júliusában, amiben Thomas Kait helyettes főellenőr elmondta a DHS dolgozóinak, hogy nem volt szükség a titkosszolgálati üzenetekre. Kait mindössze hat héttel a belső nyomozás megkezdése után lezárta az adatgyűjtést. A The Guardian azt írta, hogy „Az új felfedezéseink úgy tűnik azt mutatják, hogy a titkosszolgálat és a DHS feje tudatosan megpróbálta megakadályozni az üzenetek visszaszerzését, amiről tudták, hogy hiányoznak és megpróbálta elrejteni azt, hogy nem is próbálta meg visszaszerezni a bizonyítékot.”
2022. augusztus 2-án a CNN közzétette, hogy a Trump által kinevezett Pentagon-dolgozók telefonjait is törölték a támadás napjáról, annak ellenére, hogy azokat a FOIA már január 6-án kérvényezte.

## Meghallgatások

### 2021. július 27.
| Bizottsági tagok                                                                             | Tanúk | Előre felvett tanúvallomás | Videófelvétel |
| -------------------------------------------------------------------------------------------- | --- | -------------------------- | ------------- |
| - Bennie Thompson, elnök, képviselő (D-MS 2. körzet) - Liz Cheney, alelnök, képviselő (R-WY) | - Harry Dunn rendőrtiszt, Capitoliumi Rendőrség, Washington - Michael Fanone rendőrtiszt, Városi rendőrség, Washington - Aquilino Gonell őrmester, Capitoliumi Rendőrség, Washington - Daniel Hodges rendőrtiszt, Városi rendőrség, Washington | -                          | -             |

#### Áttekintés
A 2021. július 27-i meghallgatást a bizottság a „Rendőrség tapasztalatai [2021.] január 6-án” címen tartotta.
Ezen a meghallgatáson tanúskodott a Capitolium és a város rendőrsége. A tanúk leírták élményeiket azon a napon és leírták hogyan próbálták megvédeni az épületet és a megválasztott képviselőket. Az ostrom közben felvett felvételeket is bemutatták.

### 2022. június 9.
| Bizottsági tagok | Tanúk                                                                                   | Előre felvett tanúvallomás | Videófelvétel |
| --- | --------------------------------------------------------------------------------------- | --- | --- |
| - Bennie Thompson, elnök, képviselő (D-MS 2. körzet) - Liz Cheney, alelnök, képviselő (R-WY) - Pete Aguilar, bizottsági tag, képviselő (D-CA 31. körzet) | - Carolyn Edwards, rendőr, Capitoliumi Rendőrség - Nick Quested, dokumentumfilm-rendező | - Marcus Childress, a bizottság nyomozói tanácsadója - Candyce Phoenix, a bizottság nyomozói tanácsadója - William Barr, az Egyesült Államok korábbi főügyésze - Jason Miller, Trump-kampányszóvivő - Alex Cannon, Trump-kampányjogász - Ivanka Trump - Jared Kushner - Richard Donoghue, az Egyesült Államok korábbi megbízott főügyésze - Marc Short, Mike Pence kabinetfőnöke - Mark Milley, kabinetfőnökök elnöke - Jeremy Bertino - Enrique Tarrio, a Proud Boys kotábbi elnöke - Stewart Rhodes, az Oath Keepers alapítója | - Donald Trump - Mike Pence - Steve Bannon - Jim McGovern, képviselő (D-MA 2. körzet) - Letartóztatott személyek - Robert Schornack - Eric Barber - John Wright - George Meza, Proud Boys-tag - Daniel Herendeen - Matthew Walter - Meg nem nevezett ostromlók |

#### Áttekintés
Ez volt az első meghallgatás, amelyet élőben közvetítettek. Korábban nem látott felvételeket mutattak be a támadásról.

#### Az ügy ismertetése
A bizottság megfigyelése szerint Donald Trump megpróbálta megváltoztatni egy szabad és demokratikus választás eredményét egy hétrészes összeesküvés-elmélet népszerűsítésével. Bennie Thompson, a bizottság elnöke szerint „január 6. volt a csúcspontja egy tervezett puccsnak, egy arcátlan próbálkozás, ahogy azt egy ostromló nem sokkal január 6. után mondta, a kormány megbuktatására... Az erőszak nem volt véletlen. Trump utolsó reménye volt, kétségbeesett esélye, hogy a hatalomátadást visszatartsa.” A bizottság szerint Trump „hazudott az amerikai népnek, nem vette figyelembe azon bizonyítékokat, amelyek elképzelései ellen álltak, nyomást helyezett állami és szövetségi hivatalnokokra, hogy dobják félre az ellenfelének kedvező eredményeket, arra késztetett egy erőszakos tömeget, hogy ostromolják meg a Capitoliumot és még utalt is arra, hogy támogatja saját alelnökének kivégzését.”

A bizottság tagjai egy körzeti bíróság döntésére hivatkozott, amelyben David O. Carter bíró azt mondta, hogy Trump „valószínűleg” megszegett két szövetségi törvényt és megrendezett egy „puccsot.” Liz Cheney a vélemény következő részletét olvasta fel:
Ha Dr. Eastman és Trump elnök terve működött volna, teljesen végett vetett volna a hatalomátadás békés létének, aláásva az amerikai demokráciát és az alkotmányt. Ha az ország nem vet be mindent a felelősek felkutatására és kivizsgálására, a Bíróság attól fél, hogy január 6. ismét meg fog történni.
Cheney arra bíztatott minden amerikait, hogy olvassák el a teljes véleményt. Cheney szerint Trump egy szofisztikált, hétrészes tervet vitt véghez, amelyet a bizottsági meghallgatások bizonyítani fognak.

#### Trump tudta, hogy vesztett
Trump belső körében többen is elmondták az elnöknek, hogy elvesztette a választást és, hogy nem volt bizonyíték csalásra. Több tanúvallomás alapján kiderült, hogy:
- A Trump-kampány egyik fontos tanácsadója, Jason Miller azt mondta, hogy Trumpnak elmondták belsőleg, hogy elvesztette a választást. Miller ezek mellett elmondta, hogy a kampány adatelemzője, Matt Oczkowski nem sokkal a választás után „tömören elmondta neki, hogy veszíteni fog.”[86]
- Trump kampányjogásza, Alex Cannon vallomása szerint 2020 novemberében beszélt Mark Meadows kabinetfőnökkel és elmondta neki, hogy nem volt bizonyíték választási csalásra.[87]
- Bill Barr főügyész azt mondta, hogy arra válaszként, hogy az elnök azt az üzenetet akarta terjeszteni, hogy „a választás ellopták” azt mondta, hogy „azt mondtam az elnöknek, hogy hülyeség volt.”[87]
- Ivanka Trump azt mondta, hogy „elfogadta” Barr véleményét.[87]

#### Hirtelen elnöki kegyelmek
Cheney megfigyelése szerint Pat Cipollone tanácsadó és jogászokból álló csapata lemondásukkal fenyegették az elnököt az egyre gyakoribb törvénytelen lépések miatt az Ovális Irodában. Egy másik videófelvétel szerint Jared Kushner Cipollone problémáit „nyafogásnak” nevezte. Tanúvallomása során Kushner azt mondta, hogy abban az időszakban figyelmének középpontjában minél több elnöki kegyelem véghezvitele volt. Cheney ezek mellett kiemelte, hogy a Képviselőház republikánus tagjai, mint Scott Perry és még sokan mások „elnöki kegyelemet kértek a 2020-as választás eredményének megváltoztatásában való részvételükért.”

#### A Capitolium ostroma
A bizottság bemutatott egy videót, amelyben a Capitoliumot védő rendőrséget támadta meg a tömeg. A videó elején nagyjából 200 Proud Boys-tag volt látható, ahogy a tömeget a Capitoliumhoz vezetik. Ahogy később erőszakos jelenetek voltak láthatók, a videóra rá volt helyezve Donald Trump beszédje, amit a támadás után adott közösségi média oldalain: „A szeretet a levegőben. Még soha nem láttam semmi ehhez hasonlót.” Tekintve, hogy a támadás órákig tartott, a videóban meg voltak jelölve a fontosabb események. Nick Quested dokumentumfilm-rendező is tanúskodott. Ő a támadás napján a Proud Boys-tagokkal volt együtt. Caroline Edwards, a Capitoliumi Rendőrség tisztje szintén adott vallomást, ő súlyosan megsérült a támadás idején, mikor az épületet védte.

Quested azt nyilatkozta, hogy 10:30 körül csatlakozott a Proud Boys-tagokhoz a National Mallon: „Nem tudom, hogy az erőszak volt-e a terv, de azt tudom, hogy nem azért voltak ott, hogy részt vegyenek a felvonuláson, mert mire az elnök elkezdte a beszédét, már nem voltak ott.” Quested elmondása szerint ezt követően körbe járták a Capitoliumot és képeket készítettek, illetve elhaladtak egyetlen egy rendőr mellett a Peace Circle melletti barikádoknál. Miután azt mondta, hogy lehetséges, hogy biztonsági réseket kerestek a csoport tagjai, Thompson kijelentette, hogy pontosan azt a barikádot törte át a Proud Boys, pontosan akkor, mikor Trump a tömeget a Capitolium felé terelte. Ez után azt mondta, hogy:
Most a legfontosabb kérdés az, hogy a Capitolium elleni támadás tervezett volt-e. Amit itt láttunk az, ahogy egy megtervezett próbálkozás kinézne. Egy hónapokig tartó eseménysorozat csúcspontja volt, amelyet Trump elnök vezetett.
Edwards, aki több sérülést is szenvedett a támadás idején, azt vallotta, hogy a Proud Boys csoport először odamentek a barikádokhoz és elkezdtek kiabálni, hogy a rendőrséget tüntessék fel a gonoszként, majd megkezdték ostromukat. Részletesen leírta sérüléseit, miközben a rendőrségnek vissza kellett vonulnia. Mikor megkérdezték, mire emlékszik a legjobban, Edwards azt mondta, hogy az, mikor először meglátta a nyugati teraszon történő eseményeket.
Mikor visszaestem a vonalunk mögé, emlékszem, hogy a — a légzésem elakadt, mert amit láttam az egy — egy háborús jelent volt. Valami, amit addig csak filmekben láttam. Én — Én nem hittem a szemeimnek. Tisztek feküdtek a földön. Véreztek. Hánytak... Soha a legmerészebb rémálmaimban sem álmodtam arról, hogy rendőrtisztként egy csata közepén találom magam. Engem — Engem arra tanítottak, hogy letartóztassak embereket, tudják, egy-két embert — és, hogy kezeljek — és, hogy kezeljek egy tömeget, de nem — nem vagyok felkészítve háborúra.

#### Pence kérte a Nemzeti Gárda segítségét
Mark Milley egy felvett tanúvallomásban elmondta, hogy a Fehér Ház felszólította rá, hogy nyilatkozza azt, hogy Trump kérte a Nemzeti Gárda beavatkozását január 6-án, annak ellenére, hogy Pence volt az, aki ezt tette. Kayleigh McEnany szóvivő január 6-án azt írta Twitteren, hogy Trump „felszólította” a Nemzeti Gárdát, hogy lépjenek közbe. Az, hogy a Fehér Ház miért próbálta azt a képet festeni, hogy Trump hívta a gárdát, még mindig ismeretlen.
Azt mindig is lehetett tudni, hogy Pence adta ki a parancsot. Christopher C. Miller ezt már a támadás napján kijelentette. A CNN ezért később feltette a kérdést, hogy Pence úgy tett-e lépéseket, mint a hadsereg főparancsnoka, ami normális esetben az elnök feladata lenne. 2021. május 12-én Miller hasonló vallomást adott.

### 2022. június 13.
| Bizottsági tagok | Tanúk | Előre felvett tanúvallomás | Videófelvétel |
| --- | --- | --- | --- |
| - Bennie Thompson, elnök, képviselő (D-MS 2. körzet) - Liz Cheney, alelnök, képviselő (R-WY) - Zoe Lofgren, tag, képviselő (D-CA 19. körzet) | - Kevin Marino, Bill Stepien jogásza - Chris Stirewalt, a Fox News korábbi politikai szerkesztője - Benjamin Ginsberg, választási jogász, a George W. Bush-kampány tanácsadója a Bush v. Gore ügyben - B.J. Pak, Georgia északi körzetének korábbi ügyésze - Al Schmidt, Philadelphia korábbi városi biztosa | - Eric Herschmann - Matthew Morgan, Trump-kampánytanácsadó - Bill Stepien, Trump-kampánymenedzser - William Barr - Jeffrey A. Rosen - Derek Lyons, az elnök tanácsadója - Alex Cannon, Trump-kampányjogász - Richard Donoghue | - Amanda Wick, a bizottság nyomozási szakértője - Hanna Allred, a Trump-kampány dolgozója - Gary Coby, a Trump-kampány digitális igazgatója - Donald Trump - Maria Bartiromo, Fox News-személyiség - A Nagy Hazugság hívői |

#### Áttekintés
Ez volt az második meghallgatás, amelyben a középpontban a 2020-as elnökválasztás idején terjesztett hamis információk voltak.

#### Tanúvallomások
B.J. Pak, Georgia északi körzetének korábbi ügyésze tanúskodott. Pak napokkal a támadás előtt lemondott posztjáról. Elmondta a Szenátus Igazságügyi Bizottságának, hogy a Fehér Ház tudtára hozta, hogy Trump ki fogja rúgni, ha nem mondja azt nyilvánosan, hogy bizonyítékot talált választási csalásra az államban.
Chris Stirewalt, a Fox News korábbi politikai szerkesztője tanúskodott. A Fox News volt az első televíziós állomás, amely Arizona államot Bidennek adta a 2020-as választás idején. Stirewalt azt mondta, hogy ahogy közeledtek a szavazatszámlálás végéhez, Trump statisztikai esélye a győzelemre gyakorlatilag nulla volt. Mikor Stirewalt megvédte ezt a véleményét, a csatorna 2021 januárjában kirúgta.
Al Schmidt, Philadelphia korábbi városi biztosa tanúskodott. Azt mondta, hogy fel volt szólítva, hogy jelentsen be választási csalásokat a városban. 2021-ben lemondott, miután halálos fenyegetéseket kapott.
Ben Ginsberg, választási jogász, aki a George W. Bush-kampány tanácsadója volt a Bush v. Gore ügyben, szintén tanúskodott, mint szakértő, elmondva, hogy miért voltak sikertelenek Trump perei a választás után.

#### Bill Stepien távolmaradása
Bill Stepient beidézték, hogy tanúskodjon az ügyben, de lemondta szereplését, miután felesége megkezdte gyermekeik szülését. Ügyvédjének kellett volna felolvasnia tanúvallomását, de ez nem történt meg. Stepien 2016-ban csatlakozott Trump kampányához, később a Fehér Ház politikai igazgatója lett, mielőtt Trump kampánymenedzsere lett a 2020-as választás előtt két hónappal. Részt vett a hamis információk terjesztésében is. Stepien már 2021 decemberében is adott vallomást a bizottságnak. A decemberi vallomást követően tíz videót hoztak nyilvánosságra.

#### Nem létező választási csalás
Több klipet is mutatott a bizottság, amelyben a Fehér Házban és a Trump-kampánnyal dolgozó emberek tagadják, hogy lenne bármilyen jogalapja a választási csalásnak.
- Jason Miller azt mondta, hogy Rudy Giuliani „biztosan részeg” volt, mikor azt mondta Trumpnak, hogy hazudjon győzelméről a választás estéjén.[126]
- Bill Stepien azt tanúskodta hogy nem értett egyet Giulianival: „A szavazatokat még mindig számolták. Túl korai volt, hogy ilyen kijelentéseket tegyünk.”[126] Stepien azt is mondta, hogy Trump tanácsadói két táborra váltak ebben az időszakban és Stepien a „Normális Csapat” tagjának tartotta magát.[125]
- Barr vallomásából még többet bemutattak. Esetekben alig tudta visszatartani nevetését, mikor az egyes összeesküvés-elméletekről kérdezték. Ezek között volt az „Italygate,” amely szerint Olaszországból irányított műholdakkal szabotálták a szavazógépeket és, hogy Hugo Chávez, Venezuela korábbi elnöke állt a választási csalás mögött, annak ellenére, hogy hét évvel korábban meghalt. Barr azt nyilatkozta, hogy Trump „nem jelezte, hogy érdekelnék a valós tények” és, hogy „eltávolodott a valóságtól, ha ezeket a dolgokat tényleg elhiszi.” Barr ezek mellett szintén nevetett Dinesh D’Souza 2000 Mules című filmjén, azt mondva, hogy nincsen semmi alapja a széleskörű választási csalásokról szóló kijelentéseknek.[127][128]

#### Hamis kijelentések Trump adománygyűjtéseiben
Zoe Lofgren, a bizottság tagja és Amanda Wick a bizottság nyomozási szakértője mindketten leírták, hogy Trump hamis kijelentéseket használt fel, hogy adományokat gyűjtsön az Official Election Defense Fund néven. Ezekkel a kijelentéseivel közel 250 millió dollárt gyűjtött össze, amelyből 100 az első héten volt. Lofgren megjegyezte, hogy a legtöbb választással kapcsolatos per véget ért mindössze pár héttel a választás után, de az adományokat ezt követően is kérvényezték. A Reuters kielemezte az e-mail szövegét. A 8 ezer dollárnál kisebb adományokról kiderült, hogy nem a Defense Fund kapta őket, hanem Trump Save America PAC szervezete és a Republikánus Nemzeti Bizottság. Lofgren azzal összegezte a tényeket, hogy „nem csak egy nagy hazugság volt, de egy nagy rablás is.” Lofgren később azt mondta a CNN-nek, hogy van bizonyítékuk arról, hogy Trump családja és a hozzá közelállók mind láttak hasznot az adománygyűjtésből, kiemelve Kimberly Guilfoyle-t, aki 60 ezer dollárt kapott egy két és fél perces beszédért a Stop the Steal-felvonuláson.

### 2022. június 16.
| Bizottsági tagok | Tanúk | Előre felvett tanúvallomás | Videófelvétel |
| --- | --- | --- | --- |
| - Bennie Thompson, elnök, képviselő (D-MS 2. körzet) - Liz Cheney, alelnök, képviselő (R-WY) - Pete Aguilar, bizottsági tag, képviselő (D-CA 31. körzet) | - Greg Jacob, Mike Pence korábbi tanácsadója - J. Michael Luttig, visszavonult bíró - John Wood, a bizottság nyomozási szakértője | - Marc Short - Jason Miller - Eric Herschmann - Jared Kushner - John Eastman - Ivanka Trump - Nicholas Luna - Keith Kellogg (visz.) - Julie Radford - Richard Donoghue - Greg Jacob, Pence korábbi tanácsadója - Ben Williamson, Mark Meadows tanácsadója - Sarah Matthews - Chris Hodgson | - Donald Trump - Mike Pence - John Eastman - Rudy Giuliani - Jake Angeli - Dan Quayle - Al Gore - Dick Cheney - Joe Biden |

#### Áttekintés
Ez volt az második meghallgatás, amelyben a középpontban az volt, hogy Trump hogyan próbálta rávenni Pence-t a választás eredményének megváltoztatására.

#### Szakértői tanúvallomás az alelnök szerepéről a választási folyamatban
J. Michael Luttig, republikánus jogász, aki Antonin Scalia és Warren Burger alatt is dolgozott, mielőtt szövetségi bíró lett, személyesen jelent meg a bizottság előtt. Azt mondta, hogy „ha Pence engedelmeskedett volna elnökének,” az „egyenértékű lett volna egy forradalommal egy alkotmányos krízisen belül.”
A meghallgatás előtt Luttig kiadott egy közleményt, amelyben azt írta, hogy Trump és szövetségesei háborút „kezdeményeztek” a demokrácia ellen, „hogy hatalomban maradhasson.” Így folytatta: „Elképzelhetetlen, hogy ezek az érvek egyáltalán megszülettek, arról nem is beszélve, hogy az Egyesült Államok elnöke figyelembe vette” és, hogy január 6. „volt az utolsó, végzetes napja a korábbi elnök által jól kitervezett tervnek beteljesítésére, hogy bármi áron megváltoztassa a 2020-as elnökválasztás eredményét.” A támadás előtti napon Luttig — Pence tanácsadóinak kérésére — nyilvánosan kijelentette, hogy az alelnöknek nem volt alkotmányos joga beleszólni a szavazatok jóváhagyásába, amire Pence maga is hivatkozott későbbi levelébe, mikor kijelentette, hogy nem fog közbelépni.
Greg Jacob, Pence korábbi tanácsadója személyesen tanúskodott. Azt mondta az alelnöknek, hogy nem volt joga megváltoztatni a választás eredményét. Jogi véleményében azt mondta, hogy akik az alkotmányt írták, „nem tették volna egyetlen ember kezébe azt a döntést, hogy ki lesz az Egyesült Államok elnöke.” Ezek mellett hozzátette, hogy John Eastman elmondta neki, hogy szerinte a Legfelsőbb Bíróság egyetlen bírója se támogatta volna az elképzelésüket.
Marc Short, Pence korábbi kabinetfőnökének tanúvallomásáról egy videót játszottak le. Short szerint Pence tudta, hogy nem volt joga megváltoztatni az eredményt és ezt „nagyon sokszor” elmondta Trumpnak is.

#### A Pence körüli narratíva és január 6.
Eric Herschmann, a Fehér Ház korábbi jogásza elmondta a bizottságnak, hogy Rudy Giuliani bevallotta január 6. reggelén, hogy Pence-nek nem volt joga megváltoztatni a választás eredményét, annak ellenére, hogy aznap délután ennek az ellenkezőjét mondta egy beszédben a felvonulóknak. Herschmann vallomását ekkor mutatták be először.
A bizottság által bemutatott idővonal alapján 14:10-re már betörtek az ostromlók a Capitoliumba és a tömeg is elkezdett behatolni. Trump 14:24-re szerzett tudomást a támadásról és Twitteren azt írta, hogy „Mike Pence-nek nem volt meg a bátorsága, hogy megtegye, amit kellett.” A bizottság elmondta, hogy a tömeg, amely azt kántálta, hogy „akasszuk fel Mike Pence-t” egy ponton mindössze 12 méterre volt az evakuált alelnöktől. Greg Jacob azt mondta, hogy a titkosszolgálat felszólította Pence-t és tanácsadóit, hogy üljenek be autókba, amelyet a legtöbben megtettek. Pence nem volt hajlandó és megígérte neki a biztonsági csapata, hogy engedélye nélkül nem fogják evakuálni. Pence azt válaszolta, hogy jól ismerte és bízott biztonsági csapatának vezetőjében, de, hogy nem ő vezette az autót. Jacob véleménye szerint Pence nem akarta, hogy a világ látja, ahogy elmenekül és ezzel megadja az ostromlóknak, amit akartak. Pence a következő öt órát egy biztonságosan lezárt földalatti szobában töltötte az épületkomplexumban. Az Igazságügyi Minisztérium beszélt egy bizalmas szemtanúval, aki a Proud Boys tagjaként utazott Washingtonba és azt mondta, hogy ha lehetőségük lett volna rá, biztos megölik Pence-t és Nancy Pelosit, a Képviselőház elnökét.
A bizottság azzal vádolta Eastmant, hogy tisztába volt vele, hogy jogi tanácsadása és politikai tevékenysége törvényellenes volt. Napokkal a támadás után üzenetet küldött Rudy Giulianinak, azt írva, hogy „úgy döntöttem, hogy rajta kéne lennem a kegyelmi listán, ha az még mindig munkálatokban van,” de azt végül nem kapta meg. Felvett tanúvallomása közben az alkotmány ötödik módosítását (amely szerint senkit sem lehet arra kényszeríteni, hogy maga ellen tanúskodjon) százszor használta fel és nem válaszolt meg egyetlen kérdést se azzal kapcsolatban, hogy milyen szerepe volt a választás eredményének tervezett megváltoztatásában.

#### Luttig óvintése 2024-ről
Luttig a meghallgatás végén a következőt mondta:
Donald Trump és szövetségesei és támogatói egyértelmű és jelen veszélyek az amerikai demokráciára. Ugyanúgy megpróbálnák megváltoztatni a 2024-es választás eredményét, mint azt a 2020-assal tették, de 2024-ben sikeresek lennének ott, ahol 2020-ban nem voltak. Ezeket a szavakat nem könnyen mondom. Soha nem mondtam volna ki azokat a szavakat az életemben, azzal a kivétellel, hogy most az elnök és a szövetségesei ezt mondják nekünk... [hogy ők] ezt az alaprajzot az amerikai emberek szeme előtt fogják véghez vinni.

### 2022. június 21.
| Bizottsági tagok | Tanúk | Előre felvett tanúvallomás | Videófelvétel |
| --- | --- | --- | --- |
| - Bennie Thompson, elnök, képviselő (D-MS 2. körzet) - Liz Cheney, alelnök, képviselő (R-WY) - Adam Schiff, tag, képviselő (D-CA 28. körzet) | - Rusty Bowers, Arizona Képviselőházának elnöke - Brad Raffensperger, Georgia államtitkára - Gabriel Sterling, Gerogia államtitkárának irodájának COO-ja - Wandrea Moss, Fulton megye Regisztrációs és Választási Osztályának dolgozója (2017–2022) - Ruby Freeman, Wandrea Moss anyja, személyesen megjelent, de vallomását felvételről játszották le | - Josh Roselman, a bizottság nyomozási szakértője - Casey Lucier, a bizottság nyomozási szakértője - William Barr, korábbi főügyész - B. J. Pak, Georgia északi körzetének korábbi ügyésze (2017–2021) - Richard Donoghue, korábbi megbízott helyettes főügyész - Jocelyn Benson, Michigan államtitkára - Mike Shirkey, Michigan állami szenátusának többségi vezetője - Bryan Cutler, Pennsylvania Képviselőházának elnöke - Ronna Romney McDaniel, a Republikánus Nemzeti Bizottság elnöke - Cassidy Hutchinson, Trump elnök kabinetfőnökének első számú tanácsadója - Justin Clark, Trump-kampányjogász - Matt Morgan, Trump-kampánytanácsadó - Cleta Mitchell, Trump-kampányjogász - Robert Sinners, „hamis elektor” - Andrew Hitt, „hamis elektor” - Laura Cox, „hamis elektor” - Ruby Freeman, Wandrea Moss anyja, személyesen megjelent, de vallomását felvételről játszották le | - Donald Trump, az Egyesült Államok 45. elnöke - Mike Pence, az Egyesült Államok alelnöke - Rudy Giuliani - John Eastman, jogász - Frances Watson, Brad Raffensperger miniszter nyomozója |

#### Áttekintés
A negyedik meghallgatás középpontjában az a terv volt, hogy hogyan tudják megakadályozni a Bident támogató elektori szavazatok elfogadtatását hét kulcsfontosságú államban, amelyeknek törvényhozása republikánus irányítás alatt volt. Trump közvetlen kérésére hozott létre a Republikánus Nemzeti Bizottság hamis, az eredményekkel nem megegyező elektori szavazatokat, hogy azt Pence elfogadhassa. A terv, amely John Eastman jogász elképzelése volt, Pence-kártya néven lett ismert. A bizottság bemutatta Ronna McDaniel, a Republikánus Nemzeti Bizottság elnökének tanúvallomását videófelvételen, aki azt mondta, hogy Trump felhívta őt a terv véghezviteléről és, hogy Eastman is részt vett a hívásban.

#### Trump hívása Georgiába
Georgia államtitkára, Brad Raffensperger, akinek telefonhívását Trumppal már felhozták a korábbi elnök második közjogi felelősségre vonási meghallgatásán, azt vallotta, hogy irodája több száz csalással kapcsolatos vádat próbált meg lekövetni, de nem talált olyat, amely megváltoztatta volna a választás végeredményét. Végül összesen csak 74 szavazatot talált, amely olyan embertől származott, aki nem szavazhatott volna, amelyből 4 halott személy nevében történt, míg a maradék büntetett előéletű személyektől. Nem voltak olyan szavazatok, amelyeket nem regisztrált vagy túl fiatal szavazók adtak volna le. Biden Georgia államát 11779 szavazattal nyerte meg. Gabriel Sterling, Raffensperger helyettese szintén megjelent.

Raffensperger vallomása közben a bizottság lejátszott hangfelvételeket a telefonhívásból, amelyen Trumppal beszélt 2021. január 2-án, illetve egyet Frances Watsonnal, Raffensperger irodájának CIO-jával. Trump azt mondta Watsonnak, hogy „mikor megérkezik a jó válasz, méltatva leszel.” Lehet hallani, ahogy Trump elmondja Raffenspergernek, hogy legalább 400 ezer szavazattal megnyerte Gerogiát, annak ellenére, hogy igazából 11779 szavazattal elvesztette azt. Azt mondta neki, hogy „Csak 11780 szavazatot akarok találni, ami eggyel több, mint amennyink van, mert megnyertük az államot.” Megismételte azokat, az addigra hamisnak nyilvánított vádakat, amely szerint egy táskát késő este hoztak a számlálóknak, amelyben „18 ezer szavazat volt, mind Bidennek.” Trump arra kérte Raffenspergert, hogy találja meg „a valós igazságot” és arra utalt, hogy az államtitkár jogi veszélybe kerülhet, ha nem tesz úgy, ahogy az elnök kéri:
„Miért nem akarod megtalálni a valós igazságot Brad, ahelyett, hogy azt mondogatod, hogy a számok helyesek? Figyelj, össze tudod szedni magad holnap? És Brad, mi csak az igazságot akarjuk. És – és mindenkit nagyon jó színben fognak feltüntetni, ha előkerül a valóság. Rendben van. Időbe telik, de engedjük meg, hogy előkerüljön az igazság. És az igazság – a valós igazság az, hogy 400 ezer szavazattal nyertünk, legalább. Szóval – szóval mit fogunk csinálni? Mert csak 11 ezer szavazatra van szükségem. Gyerekek, 11 ezer szavazat kell. Hagyjatok már... Szerintem meg fogod látni, hogy felaprítanak szavazatokat, mert meg kell tőlük szabadulniuk, hiszen nincsenek aláírva – korruptak és újak és nincsenek lepecsételve és van ez az egész dolog a szavazatokkal, de a szavazatok korruptak és te ezt meg fogod találni – ami teljesen illegális. Ez – ez illegálisabb neked, mint nekik. Mert tudod, hogy mit csináltak és nem teszel semmit. Ez egy – tudod, ez egy bűn – ez egy bűncselekmény. És ezt nem engedhetjük meg. Ez – ez egy nagy kockázat neked és Ryannek, az ügyvédednek. És ez egy nagy kockázat.” – Donald Trump telefonhívása Raffenspergerrel

#### Nyomást helyeztek az arizonai törvényhozásra
Rusty Bowers, Arizona Képviselőházának elnöke tanúskodott. Bowers azt mondta, hogy Trump személyesen próbálta rávenni, hogy megváltoztassa a választás eredményét az államban, ugyanúgy, mint Rudy Giuliani, Ginni Thomas és John Eastman is. Bowers elmondása szerint Eastman azt mondta neki, hogy „csak csináld meg, aztán majd a bíróságok megoldják.” Bowers Trump tervét csalásként írta le, tekintve, hogy nem volt „semmilyen bemutatott bizonyíték,” amely alátámasztotta volna a kijelentéseiket. Azt mondta, hogy részvétele Trump hazugságában „idegen lett volna saját létemhez.” Ezek mellett azt is elmondta, hogy Andy Biggs, arizonai kongresszusi képviselő felhívta január 6-ának reggelén és arra kérte, hogy változtassák meg a szavazás eredményét. A bizottsági meghallgatás előtt nem sokkal Trump kiadott egy közleményt, amelyben azt írta, hogy Bowers egyetértett vele 2020 novemberében, hogy ellopták a választást az államban, de Bowers ezt eskü alatt tagadta. Bowers azt vallotta, hogy Giuliani elmondta neki, hogy „Sok teóriánk van. Csak nincs meg a bizonyítékunk.”

#### Sean Riley „hamis elektor” terve Washingtonban és Michiganben
A bizottság bemutatott üzeneteket, amelyeket Ron Johnson szenátor tanácsadója, Sean Riley küldött percekkel az előtt, hogy a szavazatok elfogadása megkezdődött január 6-án. Az üzeneteben Riley elmondta Pence tanácsadójának, Chris Hodgsonnak, hogy a szenátor személyesen akarta információt adni az alelnöknek a „hamis elektorokról MI-ban és WI-ban,” amire Hodgson azt válaszolta, hogy „azt oda ne add neki.”

#### A választási csalásokkal kapcsolatos kijelentések hatása a szavazatszámlálókra
Ruby Freeman és lánya, Wandrea Moss akik a választáson dolgoztak Georgiában elmondták tapasztalataikat. A választás után Trump és Giuliani kiadtak egy videórészletet, amely nem mutatta be a teljes beszélgetést és a valóságot, majd ezt felhasználták, hogy azzal vádolják Freemant és Mosst, hogy választási csalást követtek el. A nők és családtagjaik ellen rasszisták voltak és halálos fenyegetéseket is kaptak, illetve az FBI is felhívta a figyelmüket, hogy nincsenek biztonságban otthonukban. Vallomása közben Freeman azt mondta, hogy „sehol se érzem magam biztonságban. Sehol. Értik, hogy milyen érzés az, amikor az Egyesült Államok elnöke célba vesz?” Moss elmondta, hogy jólétét befolyásolták a hamis vádak „minden szempontból — és ez mind hazugságok miatt.”

#### Reakciók a negyedik meghallgatásra
Martha MacCallum, a Fox News egyik bemondója azt mondta június 21-én a meghallgatás után, hogy „A bizonyíték hiánya [a választási csalásról] egy egyértelmű pillanat itt, ahol ezek a [republikánus] emberek azt mondják, hogy ’Figyelj, támogattalak, de adj nekem valamit, amivel tudok dolgozni’ és ez nem történik meg.” Brian Kilmeade Fox-házigazda hasonlóan azt mondta június 26-án, hogy Trump szövetségesei „nem tudták bebizonyítani,” hogy megtörtént a csalás.
A negyedik meghallgatásra a bizottság tagjait egyre több fenyegetés érte és terveztek nekik biztonsági csapatokat kinevezni. Kinzinger felesége kapott egy kézzel írott levelet, amelyben megfenyegették, hogy kivégzik őt, a férjét és öthónapos gyermeküket.

### 2022. június 23.
| Bizottsági tagok | Tanúk | Előre felvett tanúvallomás | Videófelvétel |
| --- | --- | --- | --- |
| - Bennie Thompson, elnök, képviselő (D-MS 2. körzet) - Liz Cheney, alelnök, képviselő (R-WY) - Adam Kinzinger, tag, képviselő (R-IL 16. körzet) | - Steven Engel, korábbi asszisztens főügyész a Jogi Tanácsadási Irodában - Jeffery Rosen, korábbi megbízott főügyész - Richard Donoghue, korábbi megbízott főügyész | - Eric Herschmann, az elnök tanácsadója - Rudy Giuliani - Cassidy Hutchinson, Trump kabinetfőnökének, Mark Meadows-nak első számú tanácsadója - Jeffrey Clark - Sidney Powell - John Mcentee, az elnöki személyzeti iroda korábbi igazgatója | - Donald Trump - Jeff Sessions - Eric Holder - Michael Mukasey - Loretta Lynch - Louie Gohmert - Andy Biggs - Paul Gosar - Matt Gaetz - Jim Jordan - Mo Brooks - Marjorie Taylor Greene - Bradley Johnson, visszavonult CIA állomásvezető - Christopher Miller, korábbi megbízott védelmi miniszter |

#### Áttekintés
Az ötödik meghallgatás középpontjában az szerepelt, hogy Trump hogyan próbált nyomást helyezni az Igazságügyi Minisztérium hivatalnokaira, arra szólítva őket, hogy nyomozzák ki az összeesküvés-elméletét és fogadják el azt a narratívát, hogy ellopták a választást, annak ellenére, hogy volt bizonyíték arra, hogy ez nem történt meg. Ezek mellett részletesen leírták, hogy Trump kérte, hogy kobozzanak el szavazógépeket 2020 decemberének végén és a terveket, hogy Jeffrey Clark legyen a megbízott főügyész. A tanúk között volt Jeffrey Rosen, korábbi megbízott főügyész, Richard Donoghue korábbi megbízott helyettes főügyész és Steven Engel, korábbi asszisztens főügyész a Jogi Tanácsadási Irodában.

#### „Csak mondd azt, hogy korrupt volt”
Trump kérésére Christopher Miller, megbízott védelmi miniszter kapcsolatba lépett egy attaséval Rómában a hamisnak nyilvánított QAnon-elképzeléssel kapcsolatban, amely szerint egy olasz védelmi vállalkozó feltöltött egy káros szoftvert egy műholdra, hogy megváltoztassa a választási eredményeket és Trump szavazatait Bidennek adja. Az összeesküvés-elméletet Scott Perry átadta Mark Meadows-nak, aki pedig felkérte Rosent és Donoghue-t, hogy nyomozzák ki azt, a Szövetségi Igazságügyi Minisztérium nevében. Ezt a kérést ők elutasították és „nyilvánvalóan abszurdnak” nevezték. Az összeesküvés-elméletet Bradley Johnson, korábbi CIA-dolgozó is népszerűsítette.
Rosen és Donoghue továbbra is ellenálltak Trump kéréseinek, hogy az Igazságügyi Minisztérium jelentsen be választási csalást, mindössze napokkal azt követően, hogy Bill Barr főügyész lemondott és bejelentette, hogy nem találtak megbízható bizonyítékot, hogy befolyásolták volna a választást. Donoghue azt tanúskodta, hogy egy Trumppal folytatott december 27-i telefonhívás közben azt mondta neki az elnök, hogy „Csak mondd azt, hogy korrupt volt és a többit hagyd rám és a republikánus kongresszusi képviselőkre.”
December 31-én Trump hirtelen visszatért Washingtonba floridai Mar-a-Lago birtokáról, hogy megbeszéléseket tartson a Fehér Házban, amelyre meg voltak hívva az Igazságügyi Minisztérium dolgozói is. Trump azt mondta nekik, hogy a szavazógépeket meghackelték és ellopták a választást. Trump megkérdezte, hogy „miért nem kobozátok el ezeket a gépeket?” Richard Donoghue elmagyarázta, hogy a DHS szakértői már kinyomozták ezeket a kijelentéseket és arra jutottak, hogy „semmi baj nem volt a szavazógépekkel... és nem volt semmi alapja annak, hogy elkobozzuk a gépeket.” Trump ezután azt kiabálta, hogy „hívjátok fel Ken Cuccinellit” és azt mondogatta neki, hogy helyettes belbiztonsági miniszterként az volt a munkája, hogy elkobozza a gépeket. Azt mondta neki, hogy „nem végzed a munkádat.” A meghallgatás közben Jeffrey Rosen vallomása szerint a Igazságügyi Minisztériumnak nem volt törvényes joga arra, hogy elkobozza a gépeket ls, hogy soha nem mondta azt Trumpnak, hogy a Belbiztonsági Minisztérium ezt megtehetné.

#### Befejezetlen terv Jeffrey Clark kinevezéséről, mint megbízott főügyész
Clarknak adtak egy levelet a koncepció bizonyítására, amelyet John Eastman és Ken Klukowsi készített elő, amelyet Georgiába terveztek elküldeni. A levélben hamisan azt állították, hogy az Igazságügyi Minisztérium talált problémákat a szavazatokkal az államban és más helyeken is, amivel megpróbálták rávenni a helyi törvényhozást, hogy visszavonják Biden elfogadott győzelmét Georgiában. Erre válaszként tartottak egy megbeszélést Clark, Ronsen és Donoghue között, amelyben Donoghue azt mondta Clarknak, hogy „Amit csinálsz az nem kevesebb, mint az Egyesült Államok Igazságügyi Minisztériumának beavatkozása egy elnökválasztás végkimenetelében.” Mikor Rosen nem volt hajlandó elküldeni a levelet, Clark megpróbálta átvenni az irányítást a minisztérium felett, hogy ő maga megtehesse azt.
A The New York Times információi szerint Scott Perry képviselő volt az első, aki bemutatta Clarkot Trumpnak, mert Clark „nyitott volt az összeesküvés-elméletekre a választási csalásról” és hajlandó volt véghez vinni, amit az elnök akart. A bizottság bemutatott üzeneteket 2020. december 26-án Perry és Mark Meadows között, amelyben lehetett látni a képviselő szerepét a tervben, hogy eltávolítsák Rosent és Clarkot helyezzék a minisztérium élére.
A Fehér Ház telefonhívásai alapján január 3-ának délutánján Clarkra már úgy hivatkoztak az Ovális Irodában, mint a megbízott főügyész. Trump nyitottan támogatta az ötletet, azt mondva, hogy „Mit tudok ezzel veszíteni?,” amire Donoghue azt válaszolta, hogy „Elnök Úr, azonnal lemondanánk. Egy percet nem fogok dolgozni ennek az embernek, akiről most jelentettem ki, hogy teljesen inkompetens... Elmondom neked, mi fog történni. El fogod veszíteni a minisztérium teljes vezetőségét. Mindenki ki fog sétálni. A teljes vezetői osztály ki fog sétálni órákon belül.”
A tervet végül elvetették, mikor az asszisztens főügyészek többsége azzal fenyegették Trumpot, hogy lemondanak, ha véghez viszik azt. Clark vallomása közben nem volt hajlandó megválaszolni a legtöbb kérdés, 100 perces interjújában az alkotmány ötödik módosítását (amely szerint senkit sem lehet arra kényszeríteni, hogy maga ellen tanúskodjon) több, mint százszor használta fel.

#### Kérvények elnöki kegyelmekre
Megosztották Mo Brooks alabamai képviselő e-mailjeinek részleteit is január 11-ről. A képviselő, aki főszerepet játszott a Képviselőházban, abban, hogy megváltoztassák a választás eredményét, kapcsolatba lépett Mark Meadows kabinetfőnökkel, amelyben kegyelmet kért magának, Matt Gaetz-nek, Louie Gohmertnek és „minden kongresszusi képviselőnek és szenátornak,” aki a hivatalos eredmények megtagadása mellett szavazott Arizonában és Pennsylvaniában. A Fehér Házban dolgozó tanácsadók megemlítették, hogy a kegyelmet kérők között volt Andy Biggs (Arizona), Marjorie Taylor Greene (Georgia) és Scott Perry (Pennsylvania). Cassidy Hutchinson, Meadows egyik tanácsadója korábban elmondta a bizottságnak, hogy Jim Jordan képviselő is beszélt kegyelmekről a kongresszus összes tagjának.

### 2022. június 28.
| Bizottsági tagok                                                                             | Tanúk                                                                                | Előre felvett tanúvallomás |
| -------------------------------------------------------------------------------------------- | ------------------------------------------------------------------------------------ | --- |
| - Bennie Thompson, elnök, képviselő (D-MS 2. körzet) - Liz Cheney, alelnök, képviselő (R-WY) | - Cassidy Hutchinson, Trump elnök kabinetfőnöke, Mark Meadows első számú tanácsadója | - Richard Donoghue, korábbi megbízott helyettes főügyész - Max Miller, Trump 2020-as helyettes kampánymenedzsere - Nick Luna, az elnök különleges asszisztense a Fehér Házban - Kayleigh McEnany - Michael Flynn - Matthew Pottinger, helyettes nemzetbiztonsági tanácsadó 2019. szeptember 22. és 2021. január 7. között |

#### Áttekintés
Az hatodik meghallgatás teljesen Cassidy Hutchinson tanúvallomására épült, aki Trump elnök kabinetfőnöke, Mark Meadows első számú tanácsadója volt. Meadows sok dokumentumot adott át a bizottságnak, de utána nem volt hajlandó közreműködni és beperelte a bizottságot.
Hutchinson biztonsága miatt a bizottság mindössze egy nappal a meghallgatás előtt jelentette be azt. Hutchinson rendelkezett saját biztonsági csapatával megjelenése előtt és a bizottság is bővítette sajátját a meghallgatás idejére.

#### A január 6. előtti időszak
Hutchinson elmondása szerint Rudy Giuliani január 2-án azt mondta neki, hogy Trump és a szövetségesei január 6-án a Capitoliumhoz terveztek vonulni. Mikor ezt elmondta főnökének, Meadows „fel se nézett a telefonjáról és valami olyasmit mondott, hogy... ’ez elég csúnya lehet... nagyon csúnya.’” A bizottság ezek mellett bemutatott korábbi tanúvallomásokat, amelyben Hutchinson azt mondta, hogy a Proud Boys és az Oath Keepers csoportok is szóba estek a január 6-i felvonulás tervezése közben, főleg Giuliani jelenlétében. Azt mondta, hogy Pat Cipollone tanácsadó megpróbált minden fehér házi dolgozót megakadályozni attól, hogy a Capitoliumhoz menjen és személyesen azt mondta Hutchinsonnak, hogy „Cass, kérlek biztosítsd be, hogy nem megyünk fel a Capitoliumhoz... Meg fognak vádolni minden elképzelhető bűntettel.”
Hutchinson azt mondta, hogy Meadows meg akarta látogatni Giuliani és Eastman „háborús szobáját” a Willard Hotelben január 5. estéjén. Ő személyesen próbálta meggyőzni a kabinetfőnököt, hogy ne menjen, aki végül csak telefonon hívta fel a hotelt a találkozás helyett.
Michael Flynnt korábbi nemzetbiztonsági tanácsadót, aki ott volt ezen a megbeszélésen, szintén beidézte a bizottság. Videófelvételen látható tanúvallomásának részleteit bemutatták a meghallgatáson. Az interjú közben Cheney a következőt mondta: „Flynn tábornok, ön hisz a békés hatalomátadásban az Amerikai Egyesült Államokban?” A tábornok nem adott választ a kérdésre, mindössze annyit mondott, hogy „Az ötödik.”
Hutchinson elmondása szerint a Capitolium ostroma előtti napon Trump felszólította Meadows-t, hogy lépjen kapcsolatba Flynnel és Roger Stone-nal, akiknek mind van közvetlen kapcsolata a Proud Boys és az Oath Keepers csoportokhoz, akiknek vezetőit később elítélték szerepükért a támadásban.

#### Hutchinson beszámolója január 6-ról

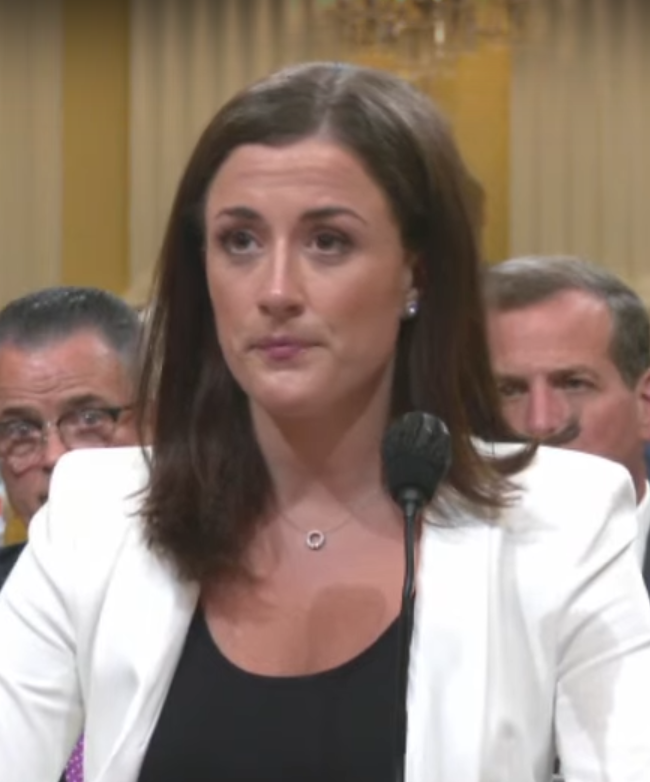
Hutchinson a bizottság előtt 2022. június 28-án

Trump ragaszkodott a beszédének bizonyos nyelvezetéhez a január 6-i felvonuláson. Hutchinson beszélt arról, hogy Eric Herschmann tanácsokat adott a beszédről az elnöknek és úgy gondolta, hogy bizonyos mondatok használata „ostobaság” lenne, mint például az „Elvonulunk a Capitoliumhoz” és a „Küzdjetek Trumpért... Küzdjetek a mozgalomért.” Herschmann ezek mellett ellenezte, hogy az elnök negatívan beszéljen Mike Pence-ről.
Rendőrségi felvételek alapján többen is hoztak fegyvereket, mint például AR-15-öket Trump beszédjére. Trump tisztában volt vele, hogy a tömeg fel volt fegyverezve, de ennek ellenére azt akarta, hogy a biztonsági ellenőrzéseket minimalizálják a felvonuláson, főként a biztonsági kapuk eltávolítását kérte. Hutchinson, aki a háttérben dolgozott a felvonuláson azt mondta, hogy hallotta, hogy Trump „valami olyasmit mondott, hogy ’Lesz-rom, hogy vannak fegyvereik. Nem engem akarnak bántani.’” Meadows és helyettese, Tony Ornato szintén tudtak a fegyverek létezéséről. Ahogy a tömeg egyre hangosabb lett, például kérték Mike Pence felakasztását, Hutchinson hallotta Cipollone és Meadows beszélgetését, amelyben Cipollone azt mondta, hogy azonnal tenniük kellett valamit, hogy elkerüljék az erőszakot. Meadows emlékeztette Cipollonét, hogy Trump úgy érezte, hogy „Pence megérdemli” és, hogy Trump „nem érzi azt, hogy rossz lenne, amit csinálnak.”
Hutchinson elmondta, hogy Trump személyesen is meg akart jelenni a Capitolium épületénél beszédét követően. Robert Engel titkosszolgálati ügynök azt mondta, hogy nem biztonságos odamenni és inkább a Fehér Házba viszi őt. Tony Ornato később aznap elmondta Hutchinsonnak, hogy Trump nagyon mérges lett és ragaszkodott hozzá, hogy a Capitoliumhoz vigyék. Ornato emlékei szerint Trump egyik kezével megragadta az elnöki SUV kormányát és a másikkal megpróbálta megtámadni Engelt. Hutchinson szerint Engel egy székben ült és „valahogy megzavartnak és kicsit elveszettnek” tűnt. Ornato adta át neki ezeket az információkat és Engel sose tagadta a történéseket.
A CNN három nappal Hutchinson vallomása után nyilvánosságra hozta, hogy beszélt két titkosszolgálati ügynökkel, akik hallottak a helyzetről több másik ügynöktől 2021 februárja óta, beleértve Trump sofőrjét. Ugyan a részletek esetekben különböztek, az ügynökök megerősítették a dühös beszélgetést és az egyik azt mondta, hogy Trump „megpróbált átérni a szék fölött — hogy miért, azt senki se tudja,” míg a másik ragaszkodott hozzá, hogy Trump megtámadta Engelt. A Politico ugyanezen a napon azt írta, hogy Engel elmondta a bizottságnak 2022 elején, hogy legalább 14 hónapig nem mondott semmit a történtekről titkosszolgálati kollégáinak.
Miközben a bizottság kikérdezte Hutchinsont, bemutattak rövid klipeket is más személyek vallomásairól. A Nemzetbiztonsági Tanács (NSC) dokumentumai alapján, amelyben Trump a „Mogul” kódnévvel szerepelt, szintén alátámasztották a tanácsadó vallomását, hogy Trump minél kevesebb biztonsági ellenőrzést szeretett volna a felvonuláson és, hogy felszólította az NSC-t, hogy „tisztítsák meg az utat.”

#### Január 6. közvetlen utóélete
Hutchinson azt vallotta, hogy leírt egy közleményt, amelyet Meadows diktált neki, amit az elnökkel tervezett kiadatni, amivel felszólította volna az ostromlókat, hogy hagyják el a Capitoliumot. Azt mondta, hogy a Fehér Ház jogásza, Eric Herschmann szintén részt vett ennek létrehozásában. A szöveget bemutatták a meghallgatáson és Hutchinson megerősítette, hogy az ő kézírása volt. A meghallgatás után Herschmann azt mondta egy szóvivőjén keresztül, hogy ő írta.
Hutchinson azt vallotta, hogy Meadows és Giuliani is kértek elnöki kegyelmet.

#### Cheney Trump embereinek nyomásáról a tanúk felé
Záróbeszédében Cheney elmondta, hogy attól félt, hogy bizonyos tanúk vallomását megpróbálhatták befolyásolni üzenetekkel. Azt mondta, hogy egy tanú, akit nem nevezett meg, elmondta a bizottságnak, hogy több ilyen üzenetet is kapott, mielőtt beszélt volna a bizottsággal „Amit mondtak nekem az, hogy amíg továbbra is csapatjátékos leszek, amíg tudják, hogy a csapatukban vagyok, amíg a helyes dolgot teszem és megvédem, akit kell, addig továbbra is a Trump-világ kegyében leszek.” Egy másik tanút is idézett, akinek azt mondták, hogy „gondol rád,” hogy „tudja, hogy hűséges vagy” és, hogy tudja, „hogy a megfelelő dolgot fogod tenni.” Két nappal a meghallgatás után a Politico azt írta, hogy Hutchinson volt az, aki ezeket az üzeneteket kapta a március 7-i felvett vallomása előtt és, hogy a „gondol rád” üzenet Mark Meadows egy közvetítőjétől jött. Cheney azt mondta, hogy a bizottság komolyan veszi ezeket a vádakat és, gondolkoznak rajta, hogy mik a következő lépések, amit meg tudnak tenni, hogy ez ne történjen meg.

#### Reakciók a hatodik meghallgatásra
A Time szerint „Hutchinson vallomására olyan reakciók érkeztek, mint eddig még egyre se. Ahogy elhagyta a termet, mikor a bizottság egy rövid szünetet kért, a hallgatóság a hátsó sorokban megtapsolta.” Bret Baier, a Fox News egyik házigazdája azt mondta, hogy „vallomása az elejétől a végéig nagyon lenyűgöző volt.” George Conway konzervatív szakértő azt mondta, hogy „ez a legmegdöbbentőbb vallomás, amit valaha hallottam vagy olvastam. Évezredekig pereskedhetnél vagy nyomozhatnál és soha nem találnál semmi annyira eszméletlent, mint ez.” A Lawfare blog azt írta, hogy „Cassidy Hutchinson vallomása megváltoztatta véleményünket arról, hogy eljárást kell-e indítani Donald Trump ellen,” akik korábban azon a véleményen voltak, hogy nem volt elég bizonyíték ehhez. Jogi szakértők és a média is úgy karakterizálták a vallomást, mint, ami nagyon jelentős és akár Trump és szövetségesei vád alá helyezéséhez is vezethet. Az Igazságügyi Minisztérium indított nyomozásokat a 2020-as elnökválasztás eredményének megváltoztatásával kapcsolatban. Trump korábbi főügyésze, William Barr azon a véleményen volt, hogy „a minisztérium nyilvánvalóan nyomoz emiatt és ez a meghallgatás biztosan sokat adott nekik.”
Hutchinson vallomását követően a CNN azt mondta, hogy „a titkosszolgálat egy hivatalnoka, aki közel állt az eseményekhez” tagadta, hogy Ornato mondott volna bármit egy erőszakos veszekedésről a tanácsadónak. Azt is nyilvánosságra hozták, hogy a DHS engedélyezni fogja a bizottságnak, hogy kihallgassák ügynökeiket, akinek volt köze az eseményekhez, amelyen mind azt fogják mondani, hogy az esemény nem történt meg.
Ornato volt Trump titkosszolgálati csapatának vezetője, amíg az elnök ki nem nevezte a Fehér Ház helyettes kabinetfőnökének 2019 decemberében. A Politico azt írta, hogy a bizottság tagjai nem voltak biztosak, hogy meg lehet bízni Ornatóban, azt követően, amiket mondott januári és márciusi vallomásaiban. A Washington Post szerzője, Carol Leonnig, a Zero Fail: The Rise and Fall of the Secret Service írója azt mondta, hogy Engel és Ornato „nagyon, nagyon közel voltak Trumphoz.” Egy, az MSNBC-vel készített interjújában elmondta, hogy „sokan azzal vádolták őket, hogy lényegében engedélyezik az elnök tevékenységeit és mindenben támogatják — főleg Tony Ornato — és olyanok, akik mindenképpen... elégedettnek akarták látni az elnököt.” Leonnig azt állította, hogy voltak emberek Trump titkosszolgálati csapatában, akik szerették volna, hogy Biden kikapjon és „személyes közösségi média oldalaikon támogatták a felkelést és az egyéneket, akik megtámadták a Capitoliumot.”
Trump azzal válaszolt a meghallgatásra, hogy többször is megtámadta Hutchinsont saját közösségi média oldalán, a Truth Socialön. Megkérdőjelezte vallomását és „hazugnak,” illetve „teljes szélhámosnak” nevezte. Azt követően, hogy Trump tagadta Hutchinson vallomását, Bret Baier (Fox News) június 28-án megjegyezte, hogy „Cassidy Hutchinson eskü alatt van a Capitoliumon. Az elnök eközben a Truth Socialön... [Hutchinson] vallomása magában nagyon, nagyon erőteljes.”
Hutchinson vallomásának napján egy névtelen összeesküvés-elméleteket terjesztő személy, „Q” azt posztolta az 8kunon, hogy része egy tervnek Trump becsmérlésére. Jordan Sather, QAnon-influenszer azt írta, hogy „Cassidyt használják-e, mint egy Trójai faló, hogy tönkretegyék a meghallgatások hitelességét, egyértelműen hamis vallomásával?”
A hatodik meghallgatásra válaszként David French konzervatív író azt írta egy cikkben a The Dispatch-nek, hogy „Az ügy Donald Trump elítélésére sokkal erősebb lett.” A The Guardian szerint „French véleménye szerint Trump hívta össze a tömeget, tudta, hogy veszélyes és felfegyverzett volt, elmondta nekik, hogy ’küzdjenek, mint a pokol’ és megpróbált velük vonulni.” French azt írta, hogy „Hutchinson vallomása összezárja a lyukat a bűnperben... Trump közelebb áll ahhoz, hogy elítéljék, mint bármikor korábban.”
Hutchinson vallomásának napján a Washington Examiner, egy konzervatív híroldal, amit főleg Trump-követők olvasnak, kiadott egy cikket, amelynek címe „Ismét bizonyítva, hogy Trump alkalmatlan a hatalomra” volt. Az újság szerkesztőtestülete azt írta, hogy „Cassidy Hutchinson keddi vallomása beharangozta Donald Trump elnök politikai pályafutásának lélekharangját... Trump egy szégyen. A republikánusoknak vannak sokkal jobb lehetőségei 2024-ben. Senkinek nem kellene valaha máshogy gondolkodnia, főleg nem támogatnia őt.”

### 2022. július 12.
| Bizottsági tagok | Tanúk | Előre felvett tanúvallomás | Videófelvétel |
| --- | --- | --- | --- |
| - Bennie Thompson, elnök, képviselő (D-MS 2. körzet) - Liz Cheney, alelnök, képviselő (R-WY) - Jamie Raskin, tag, képviselő (D-MD 8. körzet) - Stephanie Murphy, tag, képviselő (D-FL 7. körzet) | - Jason Van Tatenhove, az Oath Keepers médiaigazgatója (2015–2017) - Stephen Ayres, korábbi Trump-támogató, aki részt vett az ostromban | - Pat Cipollone, Donald Trump tanácsadója - Eugene Scalia, korábbi munkaügyi miniszter - William Barr, korábbi főügyész - Ivanka Trump, Trump-tanácsadó - Kayleigh McEnany, korábbi Fehér Ház-szóvivő - Judd Deere, korábbi helyettes Fehér Ház-szóvivő - Cassidy Hutchinson, Mark Meadows kabinetfőnök tanácsadója - Jason Miller, Trump-kampányszóvivő - Justin Clark, Trump helyettes kampányigazgatója - Russell Bowers, Arizona Képviselőházának elnöke - Sidney Powell, Trump-kampányjogász - Eric Herschmann, az elnök tanácsadója - Derek Lyons, fehér házi titkár - Rudy Giuliani, Trump-jogász - Meg nem nevezett Twitter-dolgozó - Jim Watkins, az 8kun alapítója - Jody Williams, a TheDonald.win tulajdonosa - Dr. Donell Harvin, korábbi nemzetbiztonsági igazgató - Kellye SoRelle, Oath Keepers tanácstag - Katrina Pierson, korábbi Trump-szóvivő - Sarah Matthews, korábbi helyettes Fehér Ház-szóvivő - Shealah Craighead, fehér házi fényképész - Jason Miller, korábbi Trump-tanácsadó - Julie Radford, Ivanka Trump kabinetfőnöke | - Mitch McConnell, republikánus szenátor - Alex Jones, szélsőjobboldali médiaszemélyiség - Tim Pool, Trumpot támogató Youtuber - Matt Bracken, szélsőjobboldali szakértő - Salty Cracker, Trumpot támogató Youtuber - Stewart Rhodes, az Oath Keepers vezetője - Roger Stone, politikai tanácsadó - Enrique Tarrio - Steve Bannon, 2016-os Trump-kampány CEO - Michael Flynn, visszavonult főparancsnok (1981–2014) és nemzetbiztonsági tanácsadó - Ali Alexander, szélsőjobboldali aktivista és Stop the Steal-szervező - Debbie Lesko, republikánus képviselő - Donald Trump, az Egyesült Államok 45. elnöke |

#### Áttekintés
Jamie Raskin bizottság-tag elmondása szerint a hetedik meghallgatáson Donald Trump volt elnök és az országban fellelhető azon extrém milíciák közötti kapcsolatot fogja felkutatni, amelyek szerepet játszottak a január 6-i támadásokban. A The New York Times szerint a bizottság és a tanúk a „szélsőjobboldali erőszakos extrém csoportok felemelkedését” fogja megbeszélni, „amelyek megtámadták a Capitoliumot és azt, hogy Trump hogyan inspirálta és hívta össze a tömeget.” Ezek mellett szó fog esni „a Trumphoz közel álló politikusok és a csoportok közötti ismert kapcsolatokról.” Raskin azt állította, hogy „Donald Trump inspirálta a tömeget, ő hívta őket Washingtonba... És ez mind a Kongresszus közös gyűlését célozta meg.” Sarah Matthews, a Fehér Ház helyettes szóvivője is a tanúk között lesz. A július 11-i héten tartott meghallgatások Pat Cipollone vallomása köré épülnek. Jason Van Tatenhove, az Oath Keepers médiaigazgatója, 2015-ben és 2016-ban, szintén tanúskodni fog.
Jamie Raskin megjegyezte, hogy eddig mindent, amit Cassidy Hutchinson mondott az előző meghallgatáson, Pat Cipollone is megerősített, de „biztosan nem cáfolt.”

#### Donald Trump csapatának stratégiája
Liz Cheney nyitóbeszédében megemlítette, hogy az elmúlt hetekben, főként Cassidy Hutchinson tanúvallomását követően teljesen megváltozott a Trump-csapat stratégiája azzal kapcsolatban, hogy hogyan állnak hozzá a meghallgatásokhoz. Korábban a stratégia „elutasítás és elhalasztás” volt, míg azt követően, hogy a bizottság össze tudta állítani a történések rendjét és menetét, főleg azt, hogy minden Trumphoz közel álló személy elmondta neki, hogy a választást nem lopták el és, hogy elvesztette azt, átalakult arra, hogy Trumpot „manipulálták a az adminisztráción kívülről.” Főként Sidney Powellt és John Eastmant hibáztatták. „Ez természetesen nonszensz, Donald Trump egy 76 éves férfi, nem egy befolyásolható gyerek” zárta beszédét Cheney. A képviselő megjegyezte, hogy Trump „szándékosan vak.”

#### A „vad tüntetés” tweet
Stephanie Murphy bizottsági tag azzal kezdte beszédét, hogy a Trump által kiküldött Tweet, amelyben Washingtonba hívta követőit, sokak számára egy „fegyverbe szólítás” volt. A tweet akkor született meg, mikor december 19-ének estéjén az elnöknek nem tetszettek a lehetőségei, így összehívott egy nagy és vad tömeget január 6-ra.
Trumpot támogató internetes személyiségek nagy örömmel fogadták az elnök kijelentését. Egyikük, aki Salty Cracker néven dolgozik, felszólított mindenkit, hogy január 6. egy „vörös menyegző” legyen, amely egy popkultúrai utalás a Trónok harca Castamere-i esők epizódjában történt mészárlásra. A tweetre olyan válaszok érkeztek az interneten többek között, hogy „Miért nem öljük meg őket, minden demokratát, a nőket és a gyerekeket is?” és „a rendőröknek nincs rangjuk, ha a földön fekszenek saját vérük tócsájában.” Illetve egy tweet felszólította az embereket, hogy csatlakozzanak helyi Proud Boys-szervezetükhöz.

#### Többen is megmondták Trumpnak, hogy ismerje be vereségét
Eugene Scalia, korábbi munkaügyi miniszter elmondta a bizottságnak, hogy ő jelezte Trumpnak, hogy be kellene ismernie vereségét, mikor az elektori kollégium hitelesítette Biden győzelmét decemberben. „Talán hívtam tizenharmadikán — azt hiszem beszéltünk tizennegyedikén — amikor megmondtam neki, hogy szerintem ideje volt, hogy elismerje, hogy Biden elnök megnyerte a választást.” Ez az időpont jelentette azt, hogy Trump csapatának pereskedései sikertelenek voltak az államokban és az akkori elnök hivatalosan kikapott. A bizottság szerint ekkor fordította a volt elnök figyelmét január 6. felé. Cipollone is hasonlóan vallott, ő szintén december 14. körül érezte úgy, hogy az elnöknek el kellene ismernie vereségét. Cipollone ezek mellett elmondta, hogy Mark Meadows kabinetfőnök megnyugtatta őt és William Barr főügyészt, hogy Trump el fogja fogadni a választás eredményét december 14. után.
Több, Trumphoz közel álló hivatalnok is azt vallotta a meghallgatáson, hogy soha nem láttak semmi bizonyítékot Rudy Giuliani csapatától arra, hogy a választási csalás tényleg megtörtént volna. Jason Miller például úgy írta le, hogy ezek a kijelentések „nagyon általánosak” voltak, soha nem emeltek ki bizonyos pontokat: „Azt mondani, hogy ez egy kicsit kevés volt, enyhe kifejezés lenne.” Ezt Rusty Bowers és Justin Clark is megerősítette.

#### A „tébolyodott” Sidney Powell-találkozó
2020. december 18-án történt egy előre meg nem tervezett találkozó az Ovális Irodában, amelyen részt vett többek között Sidney Powell jogász. A megbeszélést a Fehér Házban dolgozók „tébolyodottként” és „örültként” írták le. A résztvevők ordibáltak egymással és sértegették egymást. A bizottság szerint az adminisztráción „kívülálló ügyvédeknek, akik részt vettek több tucat sikertelen perben, mind voltak elképzelései, amik támogatták a nagy hazugságot, de támogató bizonyítékuk nem.” Ötleteik között volt egy elnöki parancs, amellyel a hadsereg „elkobzott volna szavazógépeket” a kérdéses államokban. Cipollone erről a tervről azt mondta, hogy „egy borzasztó ötlet.” Will Barr főügyész pedig megerősítette, hogy Trump felhívta őt és megkérte, hogy kobozzák el a gépeket. Cipollone feltette a kérdést a kívülálló ügyvédeknek, hogy van-e bizonyítékuk bármire, amit mondanak, akik erre nem tudtak választ adni. Ezek mellett azt is elmondta a tanácsadó, hogy kifejezetten nem tetszett neki, hogy ott voltak a Fehér Házban a jogászok, kiemelve, hogy szerinte nem voltak jó hatással az elnökre.

#### „El fog szabadulni a pokol”
Steve Bannon, aki Trumphoz közel állt évekig, 2016-ban a kampányának vezérigazgatója volt, kétszer is beszélt az elnökkel január 5-én. Még aznapi műsorában használta azt a kifejezést, hogy „Holnap el fog szabadulni a pokol” és, hogy holnap van „a támadás pontja.” Ezt követően pedig részletesebben leírva azt mondta, hogy „elmondom önöknek ezt: nem úgy fog történni, mint ahogy azt gondolják, hogy fog történni. Rendkívülien más lesz.” Ebben a szakaszban tette fel a bizottság azt a kérdést, hogy Trump tudott-e előre az ostromról, ha ilyeneket mondott az üzletembernek.

#### Január 6. eseményei egy résztvevő szemszögéből
Stephen Ayres, korábbi Trump-támogató, aki részt vett az ostromban azt mondta, hogy ő mindössze Trump kéréseit követte. Azt mondta, hogy ő eleinte hitt az elnöknek és utólag rájönni, hogy végig tudta, hogy nem volt semmiféle választási csalás, „nagyon mérgessé tette.” Tanúvallomásával Ayres bemutatta, hogy Trump közösségi média-jelenléte mekkora befolyással lehet emberekre, hiszen ő is elhitte az elnök „minden szavát.” Ezek mellett elmondta, hogy amint Trump jelezte Twitteren követőinek, hogy hagyják el a Capitoliumot, ezt meg is tették, így annak, hogy nem mondott semmit órákig az elnök, közvetett szerepe volt az aznap elhunyt emberek halálában.
Ayres, aki elismerte bűnösségét rendzavarás vádja alatt, önmagát „családos emberként” írta le és azt mondta, hogy mindig is az volt neki a legfontosabb, nem volt tagja egyik szélsőséges csoportnak se. Kiemelte, hogy az ostrom teljesen megváltoztatta életét és „biztosan nem a jó irányba.” Ayres vallomása bemutatta, hogy nem minden résztvevő akarta mindenképpen hatalmon tartani Trumpot, hanem inkább csak biztosak voltak benne, hogy a választást elcsalták a demokraták az elnök hazugságai miatt.

#### Az Oath Keepers és a szélsőséges csoportok szerepe
Ali Alexander, szélsőjobboldali aktivista és Stop the Steal-szervező, akinek közeli kapcsolata volt Roger Stone-hoz, azt írta január 5-én, hogy az elnök a Capitoliumhoz fogja rendelni a tüntetőket, amelyet követően „meglátjuk mi lesz.” Az ostrom előtti napon tartott külön tüntetésen Alexander azt mondta, hogy „1776 mindig egy lehetőség. Ezek a degeneráltak a mély államokban vagy megadják nekünk, amit akarunk, vagy véget vetünk neki.”
Trump mindig is azt tervezte, hogy a Capitoliumhoz küldi embereit, de ezt a közönségnek egy spontán történésként akarták előadni. Trump még, egy végül el nem küldött tweetet is írt a tervezett vonulásról. Egy üzenetben azt lehetett olvasni, hogy „POTUS váratlanul fogja elindítani a vonulást.” A tervet azért tartották titokban mert féltek, hogy „szabotálni fogják” a vonulás ötletét.
Jason Van Tatenhove, aki évekkel az ostrom előtt a „veszélyes” Oath Keepers-nek dolgozott, kijelentette, hogy „fél a következő választási időszak miatt.” Kiemelte, hogy a szélsőséges csoportot ismerve, szerinte Amerika szerencsés volt, hogy nem történt több erőszak január 6-án. Van Tatenhove-ot felkérte a csoport vezetője, Stewart Rhodes, hogy készítsen „játékkártyákat,” mint azt az amerikai hadseregbe tették a célpontjaikról, ebben az esetben magas rangú demokrata politikusokról. Van Tatenhove ezt a kérést elutasította és kijelentette, hogy ha 2024-ben Trump ismét hatalomra kerül, akkor „egy olyan elnökünk lesz, aki hajlandó kirobbantani egy polgárháborút.”

#### Trump felhívott egy tanút
Liz Cheney záróbeszédében kijelentette, hogy Donald Trump ismét megpróbált kapcsolatba lépni egy tanúval a vallomása előtt. Megerősítette, hogy ezt az információt továbbadták az Igazságügyi Minisztériumnak.
Még egy részlet. Legutóbbi meghallgatásunk után Trump elnök megpróbált felhívni egy tanút a nyomozásunkban. Egy tanút, akit önök még nem láttak a meghallgatások során. Ez a személy elutasította Trump hívását és inkább jelezte ezt ügyvédjének Az ügyvédük jelzett nekünk, ez a bizottság pedig tovább adta azt az információt az Igazságügyi Minisztériumnak. Hadd mondjam el még egyszer, nagyon komolyan fogunk venni minden próbálkozást arra, hogy befolyásoljanak tanúvallomásokat.

### 2022. július 21.
| Bizottsági tagok | Tanúk | Előre felvett tanúvallomás | Videófelvétel |
| --- | --- | --- | --- |
| - Liz Cheney, alelnök, képviselő (R-WY) - Adam Kinzinger, tag, képviselő (R-IL 16. körzet) - Elaine Luria – tag, képviselő (D-Va 2. körzet) | - Sarah Matthews – korábbi helyettes fehér házi szóvivő Donald Trump idején - Matthew Pottinger – korábbi nemzetbiztonsági tanácsadó Donald Trump idején | - Mark Milley, hadsereg kabinetfőnöke - Meg nem nevezett nemzetbiztonsági tanácsadó - Mark Robinson, visszavonult washingtoni rendőrőrmester - Pat Cipollone, Donald Trump tanácsadója - Keith Kellogg, Mike Pence nemzetbiztonsági tanácsadója - Nicholas Luna, az elnök korábbi asszisztense - Kayleigh McEnany, korábbi fehér házi szóvivő - Cassidy Hutchinson, Mark Meadows első számú tanácsadója - Judd Deere, korábbi helyettes fehér házi szóvivő - Meg nem nevezett fehér házi biztonsági dolgozó - Janet Buhler, ostromló, aki elismerte bűnösségét - Jessica Watkins, ostromló, vád alatt áll - Stephen Ayres, korábbi Trump-támogató, aki részt vett az ostromban - Jared Kushner, az elnök tanácsadója - Donald Trump Jr., üzletember, az elnök fia - Molly Michael, az elnök asszisztense - Marc Short, Mike Pence korábbi kabinetfőnöke - Julie Radford, Ivanka Trump kabinetfőnöke - Eric Herschmann, az elnök tanácsadója - Tim Murtaugh, a Trump-kampány kommunikációs igazgatója - Greg Jacob, Mike Pence tanácsadója - Jason Miller, Trump-kampányszóvivő - Eugene Scalia, korábbi munkaügyi miniszter | - Donald Trump, az Egyesült Államok 45. elnöke - Kevin McCarthy, a Képviselőház republikánus frakcióvezetője - Fox News-tudósítók és szakértők - Meg nem nevezett ostromlók - Meg nem nevezett városi és capitoliumi rendőrök - Tommy Tuberville (AL), republikánus szenátor - Peter Welch (VT), demokrata kongresszusi képviselő - Jaime Herrera Beutler (WA), republikánus kongresszusi képviselő - Mike Gallagher (WI), republikánus kongresszusi képviselő - Mitch McConnell (KY), republikánus szenátor - Christopher Miller, korábbi megbízott védelmi miniszter - Chuck Schumer (NY), demokrata szenátor - Jake Angeli, a QAnon-sámán - Rudy Giuliani, Trump-jogász - Chip Roy (TX), republikánus kongresszusi képviselő - Steve Bannon, 2016-os Trump-kampány CEO |

#### Áttekintés
A nyolcadik meghallgatás, amely 2022. július 14-én terveztek megrendezni, de elhalasztották. Arra koncentráltak a meghallgatáson, hogy Donald Trump nem volt hajlandó elítélni az erőszakot és ezek mellett megmutattak újabb információkat Pat Cipollone vallomásaiból. 2022. július 10-én Adam Kinzinger azt mondta, ahogy a középpontba az lesz, hogy „amit Trump tett vagy nem tett a kritikus órákban 2021. január 6-ának délutánján” és „Trump tweetje, amelyben kritizálta Pence-t, amiért nem volt ’bátorsága,’ miközben a mérges tüntetők a Capitolium előtt azt kiabálták, hogy ’Akasszuk fel Mike Pence-t,’ amiért nem küzdött a demokrata Joe Biden 2020-as választási győzelme ellen... Meg akarjuk mutatni az amerikai embereknek, hogy az elnök mit csinált ebben az időszakban... Az ország többi része tudta, hogy egy felkelés történt. Az elnöknek nyilvánvalóan tudnia kellett, hogy egy felkelés történt. Szóval hol volt? Mit csinált? Ez egy nagyon fontos meghallgatás.”
Bennie Thompson bizottságelnök nem tudott részt venni a meghallgatáson, miután Covid19-tesztje pozitív lett. Az egyik tanút, Sarah Matthews-t a képviselőházi republikánusok hivatalos Twitter-profilja egy bábnak nevezte Pelosi boszorkányüldözésében, annak ellenére, hogy Matthews még napjainkban is a pártnak dolgozik kommunikációs igazgatóként a Képviselőházban, az egyik bizottságukban.
A meghallgatáson Matthew Pottinger kiemelte, hogy mekkora hatással volt az ország nemzetközi pozíciójára az ostrom, azt mondva, hogy lehetőséget adott Amerika ellenségeinek, hogy megmutassák, miért is nem működik a rendszer az észak-amerikai országban.
A meghallgatást 17,7 millióan tekintették meg.

#### Trump „15 percen belül tudta” és „zöld utat adott” az erőszaknak
Donald Trump 15 perccel az után, hogy elhagyta a színpadot az Ellipse-en, tudta, hogy a Capitoliumot megtámadták. Sarah Matthews kijelentette, hogy Trump azzal a tweettel, amelyben Pence-t hibáztatta az elektorok megszámlálása miatt, „zöld utat adott” az ostromlóknak.
A helyzet a Capitoliumban annyira elfajult, hogy Mike Pence biztonsági csapata elkezdett elköszönni családjaiktól. Egy meg nem nevezett fehér házi tanácsadó elmondta, hogy „féltették az életüket.” Mindezek ellenére, hogy esetleg fegyveres erővel kezdett volna megvédeni az alelnököt, Donald Trump nem tett semmit, hogy véget vessen az erőszaknak. Több szenátor és képviselő is személyesen lépett kapcsolatba a védelmi miniszterrel, hogy rávegyék, hogy segítsen. Órákig siker nélkül.

#### Trump nem volt hajlandó véget vetni az ostromnak
A meghallgatás legfontosabb pontja az volt, hogy Donald Trump nem volt hajlandó semmilyen úton véget vetni az ostromnak és az erőszaknak. Elaine Luria a meghallgatás elején azt mondta, hogy „Donald Trump otthon ült ebédlőjében és a televízión nézte az ostromot.” Adam Kinzinger, a bizottság egyik republikánus tagja pedig kimondta, hogy Trump „úgy döntött, hogy nem tesz semmit.” Ezek mellett a Cassidy Hutchinson által nyilvánosságra hozott kijelentést, hogy Trump dühös volt, hogy nem tudott a Capitoliumhoz menni, több tanú is megerősített. Mikor megkérdezték az eseményről Mark Robinson rendőrőrmestert, ő azt mondta, hogy „több, mint százszor” kísérte az elnököt, de soha nem volt hasonlóan ideges, hogy nem vitte a titkosszolgálat oda, ahova menni akart. Ezzel is jelezve, hogy mennyire sokat jelentett az elnöknek január 6.
Pat Cipollone-t megkérdezték arról, hogy a Fehér Házban mi volt a véleménye a dolgozóknak az erőszakról, amire a tanácsadó azt válaszolta, hogy mindenki egyet értett, hogy fel kellene szólalni ellene. Majd mikor a kérdés az volt, hogy „És az elnök?” Cipollone elcsendesedett, majd nem volt hajlandó választ adni. Republikánus törvényhozók és az elnök gyerekei is küldtek üzeneteket Mark Meadows kabinetfőnöknek, könyörögve, hogy az elnök ítélje el az erőszakot és tegyen valamit ellene.
Trump semmilyen formában nem lépett kapcsolatba a rendőrséggel vagy a védelmi minisztériummal aznap. Tetteit Matthews „védhetetlennek” nevezte és január 6-át „az ország történelmének egyik legsötétebb napjának” nevezte.

#### Trump improvizálta beszédjeit
A bizottság által bemutatott felvételeken lehetett látni, hogy Trump mind január 6-i és január 7-i üzeneteit részben improvizálta vagy ellenállt egyes részek elmondásának. Január 6-án, mikor kiadták a videót, amelyben hazaküldte embereit, szinte teljesen saját szavait használta és nem a beszédet, amelyet emberei előkészítettek neki. Az előkészített beszédben békére szólította az embereket és teljesen elítélte az erőszakot, míg a végső beszédben, ugyan ekkor is békés távozásra kérte követőit, de azzal fejezte be azt, hogy „szereti őket” és, hogy „különlegesek.”
Miután nagy nehezen rávették az elnököt, hogy adjon egy beszédet, amiben elítéli az erőszakot az ostrom napján követően, sokáig tartott a beszéd felvétele is, mivel az elnök nem volt hajlandó bizonyos szavakat vagy kifejezéseket használni. Ezek között volt az, mikor kijelentette, hogy mennyire nehezére esik kiejteni a „tegnap” szót, vagy amikor még ebben a beszédében se volt hajlandó elismerni, hogy a választásnak vége: „De ez a választás immár véget ért. A Kongresszus hitelesítette az eredményeket — Nem akarom azt mondani, hogy a választásnak vége.”

#### „Győzelmet fog hirdetni. De ez nem azt jelenti, hogy ő nyert”
Liz Cheney a meghallgatás végén bemutatott egy hangfelvételt, amelyen szerepelt Steve Bannon, aki 2016-ban az elnök kampányának vezérigazgatója volt. A felvétel pár nappal az elnökválasztás előtt készült. „És, amit Trump fog tenni az az, hogy győzelmet hirdet. Érted? Győzelmet fog hirdetni. De ez nem azt jelenti, hogy ő nyert. Csak ő azt fogja mondani, hogy ő a győztes.” „A demokraták, a mi embereink [a republikánusok] többen szavaznak korábban. Ők többen levélben szavaztak. Szóval nekik lesz egy természetes hátrányuk. És Trump ezt ki fogja használni, ez a stratégiánk. [...] Szóval, mikor felébredsz szerdán, egy tűzvész lesz.” Ezek mellett azt is megemlítette, hogy előre tervben volt, hogy Trump az ellopott választás stratégiát fogja használni ha vesztésre áll a választás estéjén: „Mert ott fog ülni és azt fogja mondani, hogy ellopták. Ha Biden áll nyerésre, Trump valami őrültséget fog csinálni.”
Záróbeszédében Cheney kijelentette, hogy soha nem szabad még egyszer Trumpban megbízni, hogy ekkora hatalommal rendelkezzen. Ezek mellett felszólított minden „50-es, 60-as és 70-es éveiben lévő férfit,” aki nem volt hajlandó tanúskodni a bizottság előtt, hogy gyűjtsenek egy kis bátorságot és nem bujkáljanak.

### 2022. október 13.
| Bizottsági tagok | Tanúk | Előre felvett tanúvallomás | Videófelvétel |
| --- | ----- | --- | --- |
| - Bennie Thompson, elnök, képviselő (D-MS 2. körzet) - Liz Cheney, alelnök, képviselő (R-WY) - Zoe Lofgren, tag, képviselő (D-CA 19. körzet) - Adam Kinzinger, tag, képviselő (R-IL 16. körzet) - Elaine Luria – tag, képviselő (D-Va 2. körzet) - Stephanie Murphy, tag, képviselő (D-FL 7. körzet) - Adam Schiff, tag, képviselő (D-CA 28. körzet) - Pete Aguilar, bizottsági tag, képviselő (D-CA 31. körzet) - Jamie Raskin, tag, képviselő (D-MD 8. körzet) | –     | - Jared Kushner, az elnök tanácsadója - Bill Stepien, Trump kampánymenedzsere - Greg Jacob, Mike Pence alelnök tanácsadója - Jason Miller, kampánytanácsadó - Chris Stirewalt, politikai szakértő - Mark Milley, amerikai tábornok - Alyssa Farah Griffin, politikai tanácsadó - Cassidy Hutchinson, Fehér Ház kabinetfőnökének tanácsadója - John McEntee, politikai tanácsadó - Douglas Macgregor, amerikai ezredes - Alex Cannon, Trump kampányjogász - Matt Morgan, Trump kampányjogász - Mike Pompeo, külügyminiszter - Pat Cipollone, az elnök tanácsadója - Ivanka Trump, az elnök tanácsadója és lánya - William Barr, főügyész - Judd Deere, helyettes fehér házi szóvivő - Eugene Scalia, munkaügyi miniszter és ügyész - Richard Donoghue, megbízott helyettes főügyész - Ronna McDaniel, a Republikánus Nemzeti Bizottság elnöke - Julie Radford, Ivanka Trump kabinetfőnöke - Kayleigh McEnany, fehér házi szóvivő - Keith Kellog, nemzetbiztonsági tanácsadó - Molly Michael, elnöki asszisztens - Mick Mulvaney, képviselő - Elaine Chao, közlekedési miniszter - Sarah Matthews, Fehér házi szóvivő - Roger Stone, Trump-tanácsadó - Michael Flynn, tanácsadó - John Eastman, politikai szakértő - Jeffrey Clark, helyettes főügyész | - Steve Bannon, az elnök tanácsadója - Roger Stone, Trump-tanácsadó - Donald Trump, elnök - Mike Pence, alelnök - Nancy Pelosi, házelnök - Capitoliumi rendőrség - Lázadók - Christopher Miller, megbízott védelmi miniszter - Ralph Nortman, virginiai kormányzó - Jeffrey Rosen, megbízott főügyész - Jim Clyburn, kisebbségi whip - Steny Hoyer, kisebbségi vezető - Chuck Schumer, szenátor - További képviselők és szenátorok - Mitch McConnell, többségi vezető - Jaime Herrera Beutler, képviselő - Kevin McCarthy, többségi vezető - Jessica Watkins, az ostrom résztvevője - Jake Angeli, szélsőjobboldali aktivista |

#### Áttekintés
A kilencedik meghallgatás az első a meghallgatások második sorozatából. Bennie Thompson szeptember 13-án jelentette be. Eredetileg 2022. szeptember 28-án tartották volna meg, de az Ian hurrikán miatt elhalasztották. A bizottság utolsó igazi meghallgatása volt, azt követően, hogy az Igazságügyi Minisztérium megkezdte saját nyomozását az üggyel kapcsolatban.

#### Felvételek a Capitoliumból
A meghallgatás során sok új, korábban nem látott felvételt mutatott be a bizottság, ami főleg arra koncentrált, hogy mit tettek a törvényhozás tagjai, mint Nancy Pelosi és Chuck Schumer az ostrom idején. Jamie Raskin képviselő, a bizottság tagja a következőt mondta a helyzetről: „Mindenki aktívan dolgozott, hogy megállítsák az erőszakot [...] Mind megtették azt, amit Trump elnök nem tett meg, amit egyszerűen nem volt hajlandó megtenni.” A felvételeken mindenki folyamatosan telefonált, megpróbálták kitalálni, hogy mi történik a Capitoliumnál és megpróbáltak segítséget hívni. Egy videóban lehetett látni, ahogy Chuck Schumer kiabál a védelmi miniszterrel, miután azt hallotta, hogy Trump megakadályozta a Nemzeti Gárda bevetését: „Adj egy istenverte indokot, hogy miért utasították el.”
Mike Pence és Nancy Pelosi, akik az elnöki utódlási sorrendben első és második helyen voltak, szintén kapcsolatba léptek aznap. 16:20-kor történt az első hívásuk, ahol Pelosi meg akart győződni az alelnök biztonságáról és felvetette a lehetőséget, hogy a Fort McNair katonai bázison fejezzék be Joe Biden győzelmének elfogadását. „Szívesebben mennénk a Capitoliumhoz és ott csinálnák, de nem tűnik úgy, hogy biztonságos.” Pelosi azt is mondta az alelnöknek, hogy aggódik az épségéért a Capitoliumban: „Ne mondd el senkinek, hogy hol vagy.”
Pelosi ezek mellett megpróbálta meggyőzni az akkor még többségi vezetői pozícióban lévő Mitch McConnellt, hogy győzze meg képviselőit, hogy ne ellenkezzenek sehol az elektori szavazatok elfogadása ellen. McConnell egyet értett vele, de több Republikánus még így is lassította a folyamatot.

##### „Ha idejön, kiütöm”
Az egyik felvételen Pelosi Donald Trump beszédét nézi, amiben azt mondja követőinek, hogy vonuljanak a Capitoliumhoz. A házelnök azt mondta, hogy „Mondd meg neki, hogy ha idejön, mi elmegyünk a Fehér Házba.” Pelosi kabinetfőnöke ezt követően megmondta neki, hogy a titkosszolgálat megtiltotta az elnöknek, hogy a követőivel együtt vonuljon. Pelosi a hírre azt válaszolta, hogy: „Ha idejön, kiütöm. Már vártam erre. Birtokháborításért a Capitolium területén, ki fogom ütni. És börtönbe fogok menni és boldog leszek.”

#### Donald Trump beidézése
A meghallgatás elején Bennie Thompson egy szokatlan megjegyzést tett, azt mondva, hogy ez meghallgatás inkább egy értekezlet, amiben dönthet esetleges további lépésekről a bizottság. Végül a meghallgatás végén Liz Cheney, a bizottság két republikánus tagjának egyike volt az, aki hivatalosan is kérvényezte Donald Trump beidézését, amit a tagok egyhangúlag elfogadtak. Ugyan szokatlan, de nem példa nélküli, hogy egy hivatalban lévő vagy korábbi elnök megjelenjen a kongresszus előtt (pl. Gerald Ford 1974-ben, Abraham Lincoln, Theodore Roosevelt, William Howard Taft és Harry Truman). Cheney a beidézésről azt mondta, hogy „A mi dolgunk, hogy megkapjuk a válaszokat közvetlenül attól az embertől, aki az egészet elindította. És jogosultak vagyunk, hogy halljuk a válaszait.” A hivatalos idézés október 21-én történt meg, a dokumentumokat november 4-ig, míg a tanúvallomást november 14-re helyezték.

### 2022. december 19.
| Bizottsági tagok | Tanúk | Előre felvett tanúvallomás | Videófelvétel                                                                   |
| --- | ----- | --- | ------------------------------------------------------------------------------- |
| - Bennie Thompson, elnök, képviselő (D-MS 2. körzet) - Liz Cheney, alelnök, képviselő (R-WY) - Zoe Lofgren, tag, képviselő (D-CA 19. körzet) - Adam Schiff, tag, képviselő (D-CA 28. körzet) - Adam Kinzinger, tag, képviselő (R-IL 16. körzet) - Pete Aguilar, bizottsági tag, képviselő (D-CA 31. körzet) - Stephanie Murphy, tag, képviselő (D-FL 7. körzet) - Elaine Luria – tag, képviselő (D-Va 2. körzet) - Jamie Raskin, tag, képviselő (D-MD 8. körzet) | –     | - Caroline Edwards, rendőrtiszt - Michael Fanone, rendőrtiszt - William Barr, főügyész - Bill Stepien, Trump kampánymenedzsere - Matt Morgan, Trump kampánytanácsadója - Eugene Scalia, munkaügyi miniszter - Chris Stirewalt, politikai szakértő - Brad Raffensperger, Georgia külügyminisztere - Russel Bowers, Arizona képviselőházának tagja - Rudy Giuliani, Trump jogásza - Ruby Freeman, választási dolgozó Georgiában - Jeffrey Rosen, megbízott főügyész - Richard Donoghue, megbízott helyettes főügyész - Pat Cipollone, fehér házi tanácsadó - Marc Short, Mike Pence tanácsadója - Eric Herschmann, fehér házi főtanácsadó - Jason Miller, Trump kampánytanácsadója - Ivanka Trump, Trump lánya, tanácsadója - Julie Radford, Ivanka Trump kabinetfőnöke - Sarah Matthews, Fehér Ház szóvivője - Meg nem nevezett fehér házi biztonsági tiszt - Donell Harvin, washingtoni nemzetbiztonság igazgatója - Cassidy Hutchinson, Mark Meadows kabinetfőnök főtanácsadója - Eric Barber, vád alá helyezett ostromló - Stephen Ayres, korábbi Trump-támogató, aki részt vett az ostromban - Keith Kellog, nemzetbiztonsági tanácsadó - Mark Milley, vezérkari főnök - Michael Flynn, visszavonult tábornok, nemzetbiztonsági tanácsadó - Hope Hicks, Trump tanácsadója - Nicholas Luna, Trump asszisztens tanácsadója - Kellyanne Conway, Trump tanácsadója | - Roger Stone, Trump tanácsadója - Donald Trump, amerikai elnök - Rendőrtisztek |

#### Áttekintés
Ezen a meghallgatáson, ami egyben az utolsó, a bizottság szavazott arról, hogy bűnügyi eljárás indítottak Donald Trump, John Eastman és mások ellen.

#### Javasolt bűnügyi intézkedések
- Donald Trump: Egy hivatalos folyamat megakadályozása (18 USC § 1512(c2)), összeesküvés az Egyesült Államok károsítására (18 USC § 371), összeesküvés egy hamis kijelentés megtételére (18 USC §§ 371, 1001), egy felkelés ösztönzése, támogatása, segítése vagy elfogadása (18 USC § 2383)[317]
- John Eastman: Egy hivatalos folyamat megakadályozása (18 USC § 1512(c)), összeesküvés az Egyesült Államok károsítására (18 USC § 371), összeesküvés egy hamis kijelentés megtételére (18 USC §§ 371, 1001), egy felkelés ösztönzése, támogatása, segítése vagy elfogadása (18 USC § 2383)
- És más személyek: Egy hivatalos folyamat megakadályozása (18 USC § 1512(c)), összeesküvés az Egyesült Államok károsítására (18 USC § 371), összeesküvés egy hamis kijelentés megtételére (18 USC §§ 371, 1001), egy felkelés ösztönzése, támogatása, segítése vagy elfogadása (18 USC § 2383)

#### Javasolt szankciók képviselők ellen
Négy képviselő ellen javasoltak szankciókat.
- Kevin McCarthy (CA)
- Jim Jordan (OH)
- Scott Perry (PA)
- Andy Biggs (AZ)

## Jelentések

### Az első jelentés
Az első jelentést 2022 decemberében adták ki. Eredetileg a 2022-es választások előtt akarták kiadni, de a több millió oldalnyi dokumentumok feldolgozása miatt elhalasztották.

## A Fox News közvetítése a meghallgatások idején
Ahelyett, hogy a meghallgatásokat élőben adták volna le, a Fox News a Tucker Carlson Tonight és a Hannity műsorait mutatta két órán keresztül, reklámszünet nélkül. Carlson ez alatt az idő alatt többször is megismételte a hamis kijelentéseket az FBI részvételéről az ostromban, azt állítva, hogy a szövetségi ügynökök buzdították a tüntetőket az erőszakra.
Sean Hannity a Január 6-i Bizottság meghallgatásairól azt mondta, hogy egy „unalmas... Hollywood-termék” és a capitoliumi rendőrséget hibáztatta, amiért nem tudták megvédeni a Capitolium épületét és megakadályozni az erőszakot.
A The New York Times megfigyelése szerint azzal, hogy „nem mutatták a meghallgatásokat élőben,” a Fox News el tudta kerülni az esetleg „kellemetlen jelenetek a képernyőn.” A 2020-as választást követő hetekben Tucker Carlson és Sean Hannity mind népszerűsítették Trump választási csalással kapcsolatos kijelentéseit. A meghallgatáson nyilvánosságra hozott üzenetek Hannity és Kayleigh McEnany, fehér házi szóvivő között megmutatták, hogy létezett egy belsőleges stratégia a Fox News-műsorvezetővel.
David Folkenflik (NPR) azt mondta, hogy a meghallgatások közvetítésével a Fox News bemutatta volna az „egyértelmű ellentmondásokat, amelyeket a Fox News műsorvezetői elmondtak saját nézőiknek az elmúlt másfél évben.” Chris Hayes (MSNBC) elítélte a Fox News tevékenységét, azt mondva, hogy „messzire mentek” azzal, hogy nem mutatták a meghallgatást és, hogy a csatorna egyidejűleg ellentmondott a bizottságnak, hogy „megtegyenek mindent, amit tudnak, hogy nézőik meg legyenek védve a brutális igazságtól az erőszakos puccsról, amelyet Donald Trump szított.” Hayes példának felhozta, hogy a reklámszünetek átugrása a csatornának több ezer dollárba került, de sikerült vele visszatartaniuk nézőiket attól, hogy más csatornákra váltsanak, ahol megtalálhatták volna a meghallgatás közvetítését.